# Canzo
Canzo (Canz in dialetto brianzolo, AFI della pronuncia locale: /ˈkaːnts/) è un comune italiano di 5 208 abitanti in provincia di Como in Lombardia. Il paese, appartenente alle Prealpi lombarde, è vertice settentrionale della Brianza e capoluogo della Comunità Montana del Triangolo Lariano.

## Geografia fisica
(Giovanni Biffi, La Ghita del Carrobbio, 1863)
È il paese dell'Alta Brianza che si continua con la Valassina (da cui è separato dalla cascata della Vallategna), situato nella Val Ravella circondata dai monti Cornizzolo (nell'idioma locale, Curnisciöö), Corni di Canzo (Còrni o Curunghèj), Barzaghino (Barzaghìn) e Scioscia (Sciòscia).
È attraversato dal torrente Ravella (Ravèla), lungo il quale si è formato il centro storico, e a ovest marginalmente dal fiume Lambro (Lambar) in corso torrentizio, proveniente dalla limitrofa Valassina; inoltre sono presenti molte fonti nelle montagne del paese e un lago, il lago del Segrino, in comune con i paesi di Eupilio e di Longone al Segrino.
L'altitudine del territorio comunale va da un minimo di 367 a un massimo di 1 373 m s.l.m.
Sul territorio comunale di Canzo sono presenti addirittura tre distinte aree naturali protette di diritto europeo:
- una è il lago del Segrino (secondo la Direttiva Habitat), di 581 ettari;
- un'altra è la zona di protezione speciale degli uccelli IT2020301[6] (Direttiva n. 79/409/CEE), di 1 222 ettari, consistente in un habitat per il 40,6% eritronio-carpinio, per il 34,7% festuco-brometale, con importanti siti di orchidee, per l'11,7% aremonio-faggico, per il 9,6% betullico, per il 3,3% occupato dall'Alopecurus pratensis e dalla Sanguisorba officinalis, con 78 specie protette di uccelli, 62 di vegetali, 17 di mammiferi, 7 di rettili, anfibi e invertebrati;
- la terza è la riserva della Mascarpa (Direttiva Habitat), di 677 ettari.

Varie specie vegetali rare – quali la Saxifraga vandellii, la Campanula raineri, la Primula glaucescens, la Viola dubyana, l'Allium insubricum e il Ranunculus fiorii – sono state scoperte proprio a Canzo: di tali specie il comune lombardo costituisce, per la botanica, il locus classicus, ossia il luogo dove se ne trova la popolazione-tipo. Altri esempi di fiori rari presenti nel territorio canzese sono la Pseudofumaria alba, comunemente ritenuta assente al di fuori dell'areale illirico-appenninico e la Minuartia grignensis, attestata solo nelle Prealpi lombarde, in modo sporadico.

## Origini del nome
Il toponimo Canz, reso in latino con Cantius, è un vocabolo celtico collegato al gallico canto-, dal significato di "margine, lembo, appendice, bordo, contorno, angolo". La radice proto-celtica da cui deriva potrebbe essere *kanti ("insieme") oppure *kanxtu ("aratro"). Nel primo caso, verrebbe evocato anche il concetto di "adunanza popolare convocata su un colle circolare"; nel secondo caso, invece, sarebbero forse implicati i concetti di "lama" e "spigolo". In ogni caso, il termine sembra riferirsi alla particolare posizione dell'abitato, margine triangolare dell'alta Brianza protetto dal promontorio di Scioscia. Data l'antichità dell'insediamento sacrale noto ancora a fine Cinquecento con il nome di Canza, posto tra il monte Pesora e il lago del Segrino, non si può peraltro escludere né che la parola Canz faccia riferimento a quel luogo né che l'intero territorio canzese fosse ritenuto particolarmente adatto per le adunanze dei clan.

## Storia

### Nascita del borgo
Le tracce più antiche di colonizzazione umana del territorio canzese risalgono all'ultima fase della glaciazione würmiana, durante il periodo mesolitico (circa 10.000 anni fa). L'accampamento di caccia situato a quota 900 m sul monte Rai (Raj) fu utilizzato durante il periodo estivo, continuativamente fino all'età del bronzo medio.
L'epoca eneolitica (2250 a.C. circa) è segnata dall'importante testimonianza di una triplice tomba a cista con stele, ritrovata in località Büdracch. Si tratta di una sepoltura in cista litica, all'aperto, con la rara presenza anche di tumulo. Le tre cassette lapidee del sito, terminanti in cuspidi, sono infatti formate in parte da muretti a secco, in parte da lastre infitte a coltello, e ricoperte da un tumulo del diametro di nove metri. Nel corredo erano presenti quattro bracciali, monili di varia forma, un pendaglio a doppia spirale – rarissimo in Italia, benché frequentemente rappresentato nelle incisioni – e punte di frecce in selce.
A 200 metri dalla sepoltura, sulla riva nordorientale del lago del Segrino, sono state trovate le tracce di un insediamento abitativo coevo, utilizzato anche nella successiva età del bronzo, con case, focolari e terrazzamenti a secco, e oggetti quali olle (scodelle) cilindriche con cordone liscio orizzontale sotto l'orlo e ceramiche con decorazione a Besenstrich (fini striature), ritenuto un tratto di arcaicità proprio della cultura celto-alpina. Tale ritrovamento ebbe un peso importante per la conoscenza delle prime popolazioni stanziali in Brianza.
Sui Corni di Canzo sono stati trovati anche reperti del periodo della seconda immigrazione celtica (IV secolo a.C.), e in tale epoca si colloca anche l'insediamento sul sito dell'attuale centro storico, mentre si deve alla conquista romana il tracciamento delle strade principali per scopi militari e commerciali. Relativamente a questo periodo è stata scoperta una pietra miliare vicino al lago del Segrino, che indicava le distanze lungo la via strata (via lastricata), mentre nel 1822 venne messa alla luce una tomba romana con le sue suppellettili. Da Cantius, nome latino di Canzo, passava la via Mediolanum-Bellasium, che metteva in comunicazione Milano con Bellagio.

### Medioevo
Nei secoli dopo la scomparsa dell'Impero Romano, Canzo, in uno stato di marcata autonomia comunale, fece parte dell'area chiamata Martesana dell'arcidiocesi di Milano, e fu, formalmente, infeudata al monastero di Sant'Ambrogio. Il toponimo "Martesana" e del vicino paese di Castelmarte sono stati messi in relazione con il culto del dio Marte e alla presenza di ex legionari. Nel 1162 Federico Barbarossa pose il borgo sotto l'egida del monastero di San Pietro al Monte (sopra Civate). Infine Canzo entrò a far parte dei domini dei Visconti, al cui interno andò delineandosi la Corte di Casale (1403), unione di comuni con a capo Canzo.
Nel 1435, con otto altre pievi e squadre comunali, la Corte costituì l'Universitas Montis Briantiae, aggregazione di comuni con voce di fronte all'autorità ducale, e in particolare di fronte al fisco, «piccola repubblica o, più precisamente, una provincia autonoma nello Stato di Milano». Essa costituisce il territorio della Brianza storica, il nucleo originario a cui si riferisce propriamente il termine "Brianza". Nel 1485 l'Universitas si doterà anche di una propria Banca. Sono anni di grande sviluppo di attività mercantili e artigianali, fioritura di scalpellini, carpentieri, fabbri di altissima capacità tecnica, maestri setaioli, artisti e stampatori apprezzati in tutta l'Italia settentrionale.
Nel 1472 gli Sforza, succeduti ai Visconti nel ducato di Milano, affidarono la Corte di Casale alla ricca famiglia di armaioli dei fratelli Negroni da Missaglia, che avevano richiesto la concessione per la presenza di miniere di ferro. Lo stemma della cosiddetta Cumünanza da Canz (trascurato nel 1861 ma riadottato nel 2002), rappresenta infatti «tre forni all'antica a guisa di alveari, per la fusione del ferro».

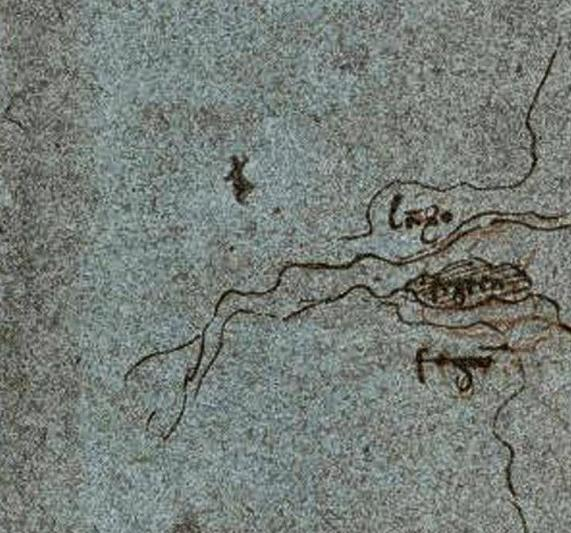
Canzo e il Lago del Segrino nel Codice Atlantico di Leonardo da Vinci

### Epoca moderna

#### Secoli XVI-XVIII
Nel 1526 l'esercito spagnolo, in lotta contro il ducato di Milano, occupò Canzo, tenuta dal condottiero di ventura canzese Niccolò Pelliccione (riguardo al quale esistono molti aneddoti leggendari), al soldo del duca Francesco II Sforza. Dopo la morte di questi, Canzo, come tutto il ducato di Milano, passò sotto il dominio spagnolo e successivamente sotto quello austriaco.
Gli spagnoli vi posero un presidio militare, ubicato sulla costa del monte in posizione dominante sul paese, nella località nota come "il Castello". L'occupazione spagnola lasciò in eredità al paese la cerimonia religiosa dell'Entierro, che veniva celebrata ogni Venerdì Santo almeno fino alla prima metà del secolo XIX.
Fino al secolo XVII Canzo era un rinomato centro manifatturiero di tessuti di saia, venduta come saia di Canzo, assieme al cimosone di Canzo, al mercato milanese, questa attività tuttavia decadde a causa delle pesanti tasse imposte dal governo spagnolo. Dopo l'estinzione della famiglia dei Missaglia nel 1667 la Corte di Casale passò ai marchesi Crivelli, che vi introdussero l'industria della seta e alla fine del XVIII secolo le filande attive erano sette, tra cui la Filanda Verza, la terza più grande della Lombardia, e la Filanda Gavazzi, attiva anche in altri paesi con opere filantropiche.
Giuseppe Parini, nato a Bosisio, quando è ancora ragazzo, viene messo in contatto con l'ambiente culturale milanese – che costituirà il suo trampolino di lancio – dal parroco di Canzo Ambrogio Fioroni, che sarà padre spirituale anche di un frate morto nel convento di Canzo in odore di santità, Giuseppe Longhi.
Nella seconda metà del Settecento, Canzo viene descritta come un'area di produzione di buon vino e ricca di colture: gelsi, mandorli, vitigni, cereali produttivi più volte l'anno. Il defluvio delle acque è ben gestito, a beneficio sia dell'agricoltura sia dell'artigianato. I terreni hanno un valore elevato: circa 400-500 lire milanesi a pertica. In paese vi sono produttori e commercianti di strumenti di precisione e si tratta tutta la filiera della seta; si fa anche filatura di lino, e si produce un tipico panno di lana. Vi è anche un opificio di seta di alta qualità, che produce stoffa rossa cardinalizia. Si vende carbone di legna a Milano, dalla quale si compra il riso.

Nel 1786, nell'ambito della riorganizzazione del territorio, Canzo fu unito alla nuova provincia di Como. Nei secoli XVIII e XIX, fu capoluogo del distretto decimoterzo. La sua economia si poggiava su alcuni punti di forza: i vigneti impiantati sui pendii (Canzo produceva un buon vino), i castagni, la coltura dei gelsi (necessaria alla nutrizione dei bachi da seta), la presenza di molti pascoli con mandrie sparse, le filande e i filatoi.

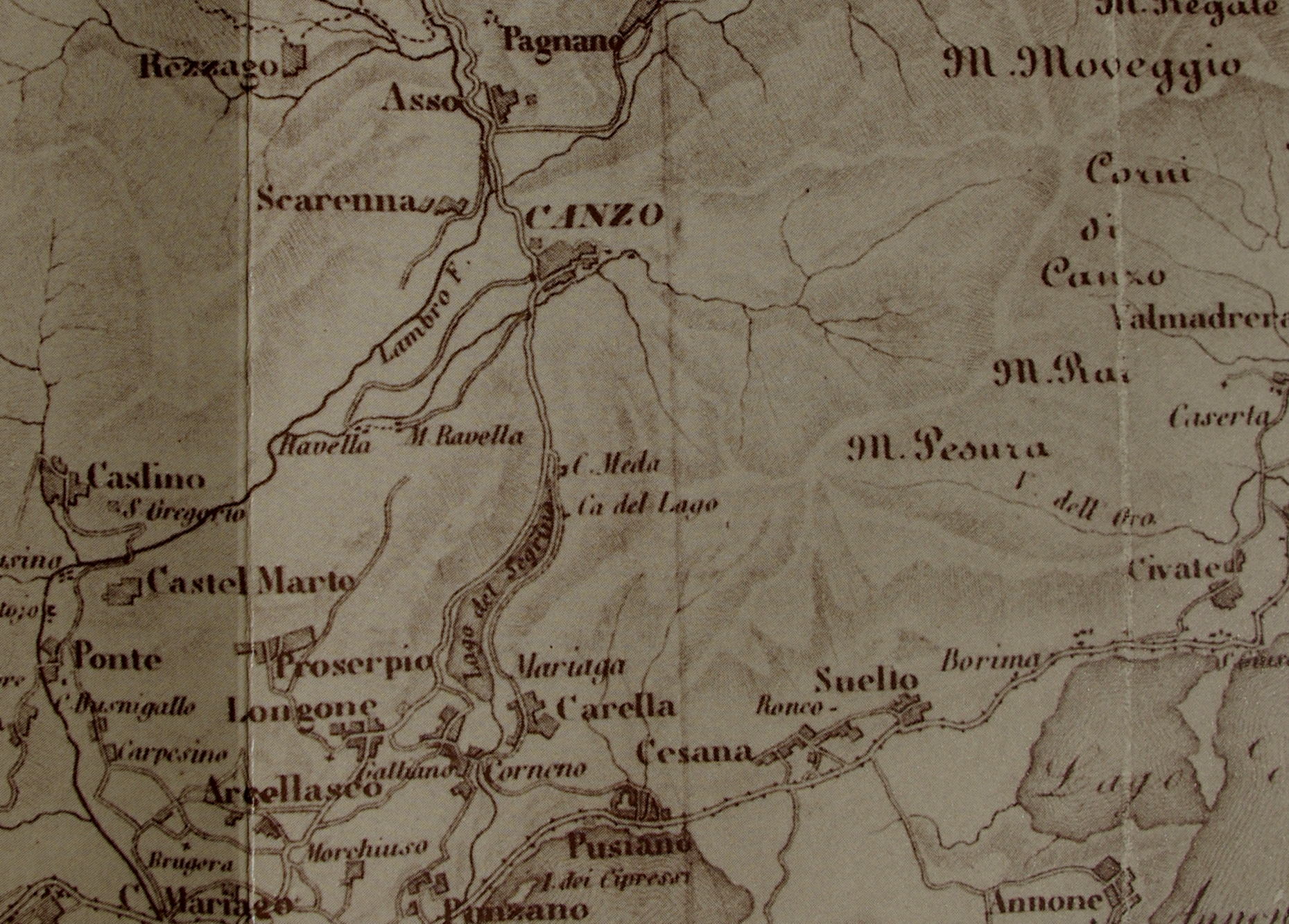
Mappa del 1837 mostrante il territorio canzese, è visibile lo sviluppo del nucleo del paese limitato al fianco destro della Ravella

#### Ottocento
Un decreto di riorganizzazione amministrativa del Regno d'Italia napoleonico datato 1807 sancì l'accorpamento in Canzo dei comuni di Castelmarte, Proserpio, Caslino e Scarenna. Cinque anni dopo, gli ultimi due comuni furono tuttavia spostati nel territorio di Asso. Le decisioni amministrative del periodo napoleonico furono tuttavia abrogate con la Restaurazione.
Dall'edizione del 1868 del Dizionario corografico dell'Italia, il paese aveva una sua compagnia di guardia nazionale di 415 militi, di cui 110 attivi e 305 di riserva e la mobilizzabile era di 12 militi; nel 1863 vi erano 62 elettori politici inscritti nelle liste elettorali del collegio d'Erba, e Canzo faceva sezione elettorale del collegio con 288 elettori in tutto; il paese possedeva una pubblica scuola elementare, un ufficio postale proprio, uffici di verificazione per le imposte dirette, del catasto e di delegazione di pubblica sicurezza con carceri mandamentali; inoltre era sede di una giudicatura di mandamento dipendente dal tribunale di circondario di Lecco. Una delle nuove famiglie di rilievo nella vita del paese, probabilmente originaria di Arcellasco, furono gli Arcellazzi, che espressero benefattori, presidenti della Società di Mutuo Soccorso e Stefano Arcellazzi, giurista, autore di un trattato di diritto penale.
Durante l'Ottocento, Canzo dà all'Italia varie personalità significative, quali Alessandro Duroni, primo sviluppatore della fotografia in Italia e inventore del negativo fotografico. Alessandro Manzoni, la cui suocera era di Canzo, ospitato dai suoi amici, frequenta le ville del paese, dove trae ispirazione per l'intreccio fondamentale del suo romanzo e, dalla vita del santo locale, trae gli elementi stilistici per il suo celebre incipit. Il ritrattista di casa Manzoni, Carlo Gerosa, era anch'egli canzese. Canzo dà in questo secolo i natali anche a Filippo Turati, iniziatore in Italia del socialismo gradualista, espresso poi dal Partito Socialista Italiano, di cui fu il fondatore principale. All'interno del socialismo, il suo pensiero si distingueva per la non automaticità della contrapposizione di classe e per la criticità nei confronti della rivoluzione russa: egli credeva in un parlamentarismo pacifico, collaborante con gli altri partiti, per migliorare le condizioni dei lavoratori.
Accanto a una presenza di villeggianti attenti soprattutto all'ambiente naturale e alla buona socialità, Giovanni Segantini, anch'egli frequentatore della cittadina e dei suoi dintorni, viene colpito anche da alcuni aspetti della vita lavorativa e contadina, ritraendo ad esempio nella tela La raccolta dei bozzoli l'attività serica domestica allora in vigore in tutta la Brianza, ma soprattutto nella Canzo dei Verza e dei Gavazzi.

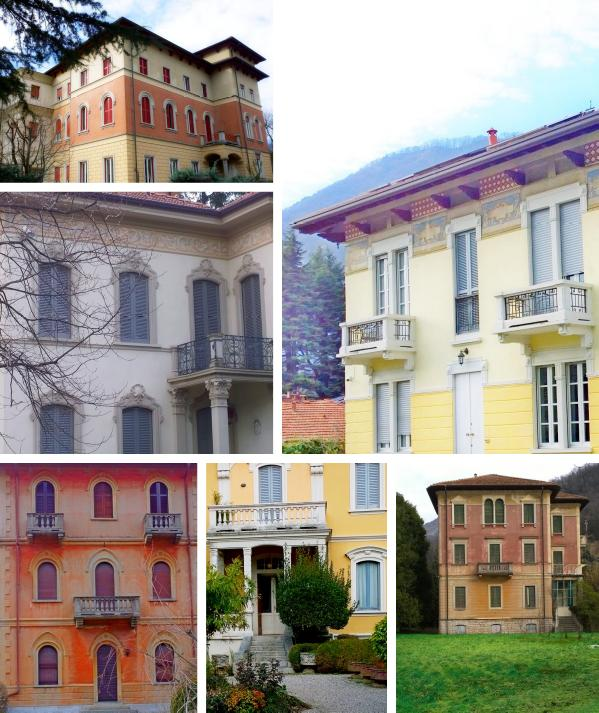
Esempio di edifici ottocenteschi e del primo Novecento a Canzo

#### Primo Novecento (1900-1940)
Un altro canzese, Magno Magni, è fondatore dell'Unione concimi, prima azienda italiana a dedicarsi alla chimica e per decenni protagonista di monopolio, che sarebbe confluita nella Montecatini, trasformandola da azienda di estrazione mineraria in azienda prevalentemente chimica, ponendo così le basi per l'introduzione della plastica commerciale (1955), sviluppata da Giulio Natta, brianzolo d'adozione, proprio all'interno di questa azienda, e che gli meriterà il Premio Nobel per la chimica.
Nel 1908 nasce a Canzo dalla famiglia di san Miro Angelo Paredi, che sarebbe divenuto – oltre che Prefetto della Biblioteca Ambrosiana per quasi vent'anni – uno dei più importanti studiosi al mondo sulla figura di sant'Ambrogio, di cui mise in luce soprattutto la straordinaria forza e abilità politica. La sua biografia del santo vescovo, tradotta in inglese con il titolo "Saint Ambrose, his life and times" (1964), divenne uno dei principali punti di riferimento per gli studi santambrosiani.
I primi anni del Novecento, con la conclusione della ferrovia Milano-Asso (che si aggiunge alla Strada di Niguarda), vedono confermarsi il legame con la città di Milano, per i cui abitanti Canzo è una meta obbligata di villeggiatura già da fine Settecento (secolo a cui risalgono numerose ville neoclassiche e il Teatro Sociale). Tutt'oggi il legame con il capoluogo lombardo è molto forte, grazie al perdurare del turismo, nonché al fatto che Canzo, pur essendo in provincia di Como, appartiene all'arcidiocesi di Milano e al rito ambrosiano.
In questo secolo, la secolare tradizione siderurgica di Canzo si riversò nella fabbricazione di forbici, di cui Canzo divenne importante centro, accanto ad altre forme di artigianato e all'agricoltura. Il parchetto-piazzetta Turati dal 2007 presenta un "angolo del lavoro", finalizzato a rievocare questo importante settore della storia produttiva canzese.

#### Secondo Novecento (1940-1999)

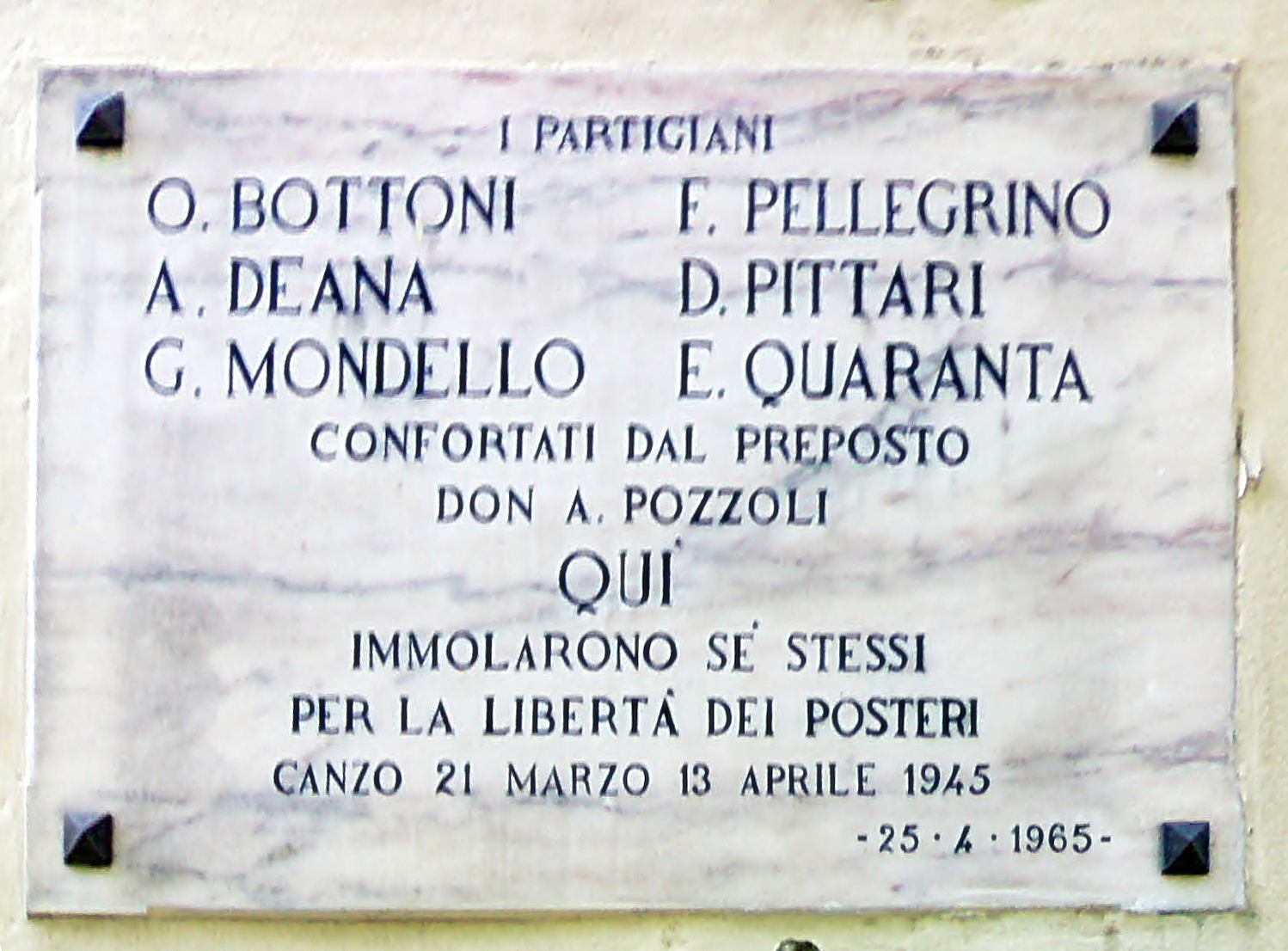
Lapide in ricordo dei partigiani, all'ingresso del cimitero, dove vennero fucilati

Durante la seconda guerra mondiale, molte famiglie milanesi vi furono sfollate, e in paese vennero acquartierati un gruppo di SS italiane, presso l'asilo e un gruppo di truppe tedesche con il comando installato presso la Villa Rizzoli. Attività partigiane vennero svolte sui monti, attorno ai Corni, dove i sentieri, precedentemente usati dai contrabbandieri furono utilizzati per aiutare prigionieri alleati fuggiti dal campo di concentramento di Grumello del Piano a rifugiarsi in Svizzera. Sul finire della guerra, cinque ex-soldati di montagna appartenenti alla "43ª Divisione Alpina Autonoma", inquadrata nella Resistenza – Oscar Bottoni, Francesco Pellegrino, A. Deana, D. Pittari ed E. Quaranta – furono catturati e fucilati con l'accusa di diserzione il 21 marzo 1945. Un altro di essi, Giuseppe Mondello, subì la medesima sorte il 13 aprile 1945, dodici giorni prima della fine della guerra.
Una personalità di rilievo della storia novecentesca del borgo di Canzo è stata Orlando Prina, già appartenente a una famiglia locale della bassa nobiltà (Prina-Crivelli). Ritornato a Canzo dalla campagna di Grecia come ufficiale alpino, visse in clandestinità insieme alla madre vedova, collaborando con Giancarlo Puecher, Remo Sordo e altre personalità della Resistenza lombarda. Divenuto delegato del CNLAI per il territorio di Canzo, costituì dapprima un comitato comunale formato dalle personalità di spicco del mondo partigiano locale e successivamente la Giunta clandestina che, composta da un rappresentante per ogni componente politica dell'arco costituzionale (ante litteram), organizzò la transizione istituzionale che avvenne il 25 aprile del 1945, quando le SS italiane abbandonarono la sede di Canzo.
Nel dopoguerra, Orlando Prina fu il principale artefice dell'assetto associazionista tipico del comune di Canzo, dove il comune ha come importante organo consultivo la Tavola rotonda delle Associazioni. In particolare fu il precursore delle associazioni pro-loco divenendo il primo segretario dell'Azienda di Turismo nel periodo d'oro della villeggiatura degli anni sessanta e settanta; fu il rifondatore del Gruppo Alpini Canzo, fondatore dell'Associazione Cacciatori (che sotto la sua presidenza diede vita all'importante fiera ornitologica di Canzo, ispiratrice di altre fiere dello stesso genere) e dell'Associazione Pescatori Lago del Segrino, a capo della quale promosse importanti battaglie ambientali. Fu ininterrottamente assessore dalla transizione istituzionale al 1985.
Nel settore dell'artigianato Canzo è rinomata per la produzione di forbici, al punto che un quarto delle località produttive in Italia, già dagli anni trenta, si trova nel distretto di Canzo. Nel 1993 fece scalpore l'uccisione, durante la guerra bosniaca, del volontario di pace canzese, di ispirazione cattolica, Gabriele Moreno Locatelli, a cui una petizione popolare degli abitanti di Sarajevo ottenne di dedicare una via della città.

### Simboli
Lo stemma e il gonfalone del Comune sono stati concessi con decreto del presidente della Repubblica del 4 marzo 2002.
Il gonfalone è un drappo di giallo caricato al centro dello stemma comunale.

## Monumenti e luoghi d'interesse

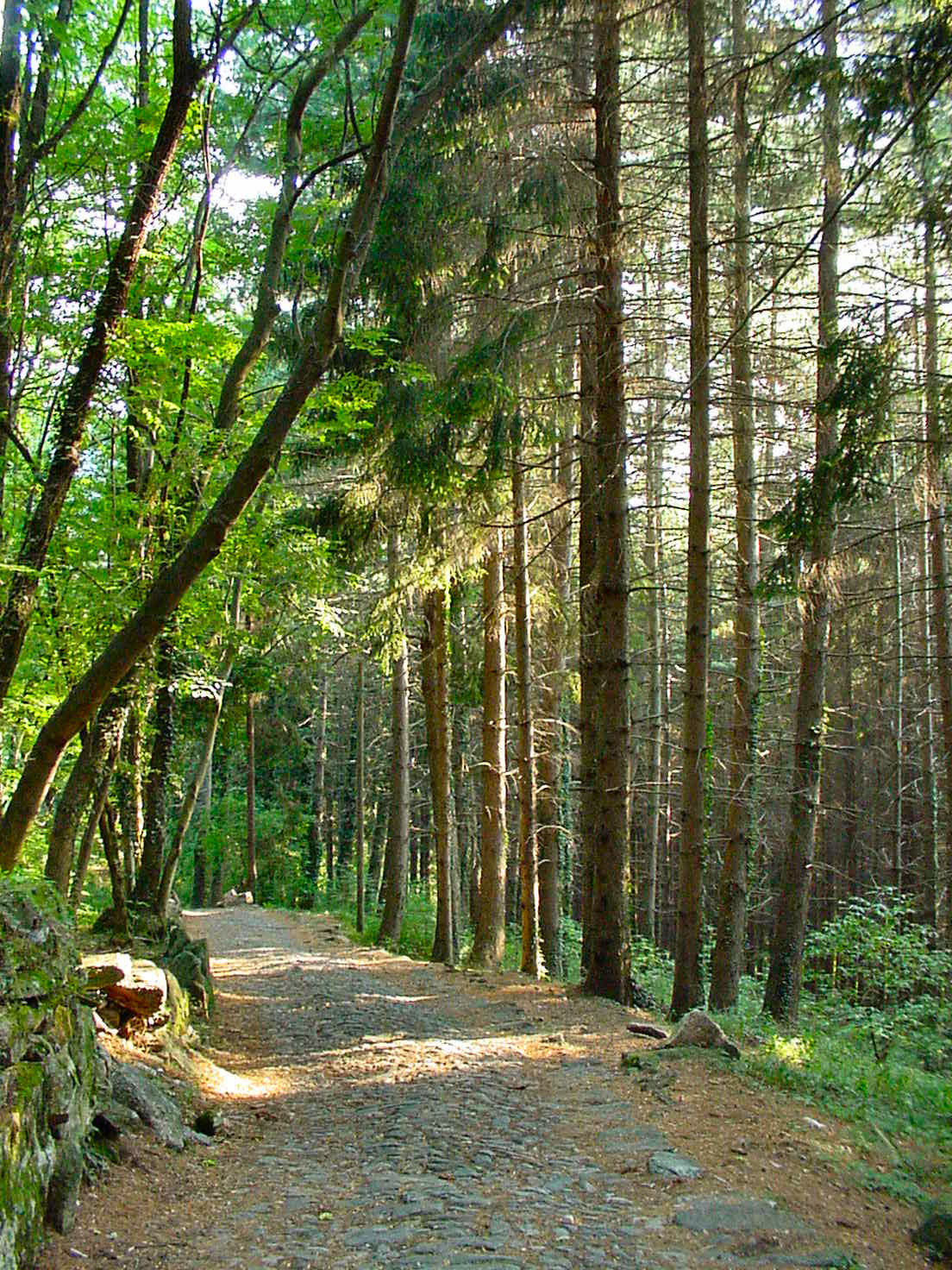
Tratto della strada che porta al Primm Alp

(Giovanni Biffi, La Ghita del Carrobbio, romanzo storico del 1863)

### Architetture religiose

#### Basilica prepositurale plebana di Santo Stefano protomartire
(San Carlo Borromeo, 1574)

Basilica prepositurale di Santo Stefano protomartire

Da indagini fatte all'interno del campanile, risulta che la prima edificazione della chiesa risale a epoca romanica, se non precedente.
Detta anche Gésa granda, è la chiesa prepositurale. L'edificazione ebbe inizio nel 1728 sul luogo di una precedente costruzione, attestata dal 1398 in un documento testimoniante l'autonomia della parrocchia, dedicata allo stesso santo e già dotata nel 1574, durante la visita pastorale di San Carlo, dei cinque altari attuali. La Basilica è stata eretta Prepositura, col titolo di Basilica Prepositurale Plebana, con decreto ad perpetuam memoriam in data 21 aprile 1899 da papa Leone XIII il quale concesse "Non ad Personam sed pro Tempore" il Titolo di Prevosto. Il sagrato è in granito, decorato a intarsio; in passato era acciottolato. L'edificio, tradizionalmente definito "basilica" pur non essendolo ufficialmente, è in stile barocco classico e possiede un alto campanile angolare, a destra, con tetto in bronzo (il progetto del 1818, dell'architetto Bovara, ne prevedeva due). La facciata è parzialmente, come i lati lunghi della chiesa, dipinta di un giallo tenue; presenta un portone principali e due portoni laterali.
Di fronte alla piazza della chiesa vi è la sede della Società Operaia di Mutuo Soccorso, nel passato adibita ad asilo infantile e a biblioteca municipale, davanti alla quale è stato piantato un gelso (murùn), albero simbolo della tradizione serica brianzola, e ne è stato aggiunto un altro esemplare molto antico, a cura della Cumpagnia di Nost, trasferito dal Parco Raverta, trasformato in complesso edilizio. Quest'ultimo è stato affidato alla protezione di San Mir. Presso la Società Operaia vengono spesso organizzate mostre d'arte. A lato dell'ampio piazzale, vi è il l'antico portico del mercato, un elegante porticato a cinque arcate con fronte e doppie lesene, che mantiene all'esterno gli anelli utilizzati per la fiera del bestiame da San Stevenin il 27 dicembre.
Si narra che il suolo su cui è stata eretta la parrocchiale fosse in origine una vigna di proprietà dei Pelliccioni. Essi la concessero alla parrocchia a condizione che in una notte fossero sradicate tutte le piante di vite. Dopo una nottata di lavoro da parte di tutta la popolazione accorsa, si poté cominciare la costruzione della chiesa.

#### Chiesa di San Francesco e Beato Miro

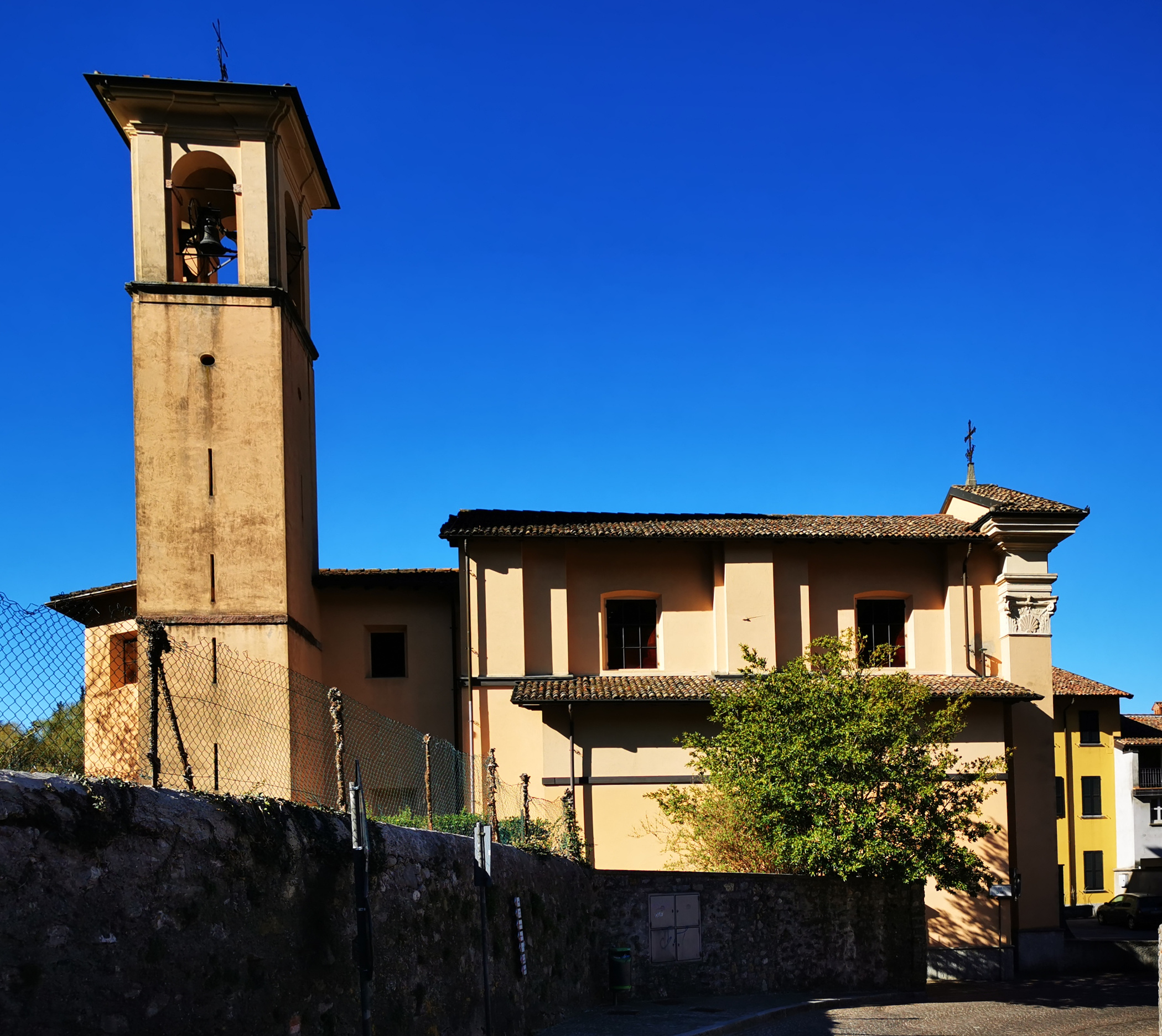
Chiesa di San Francesco

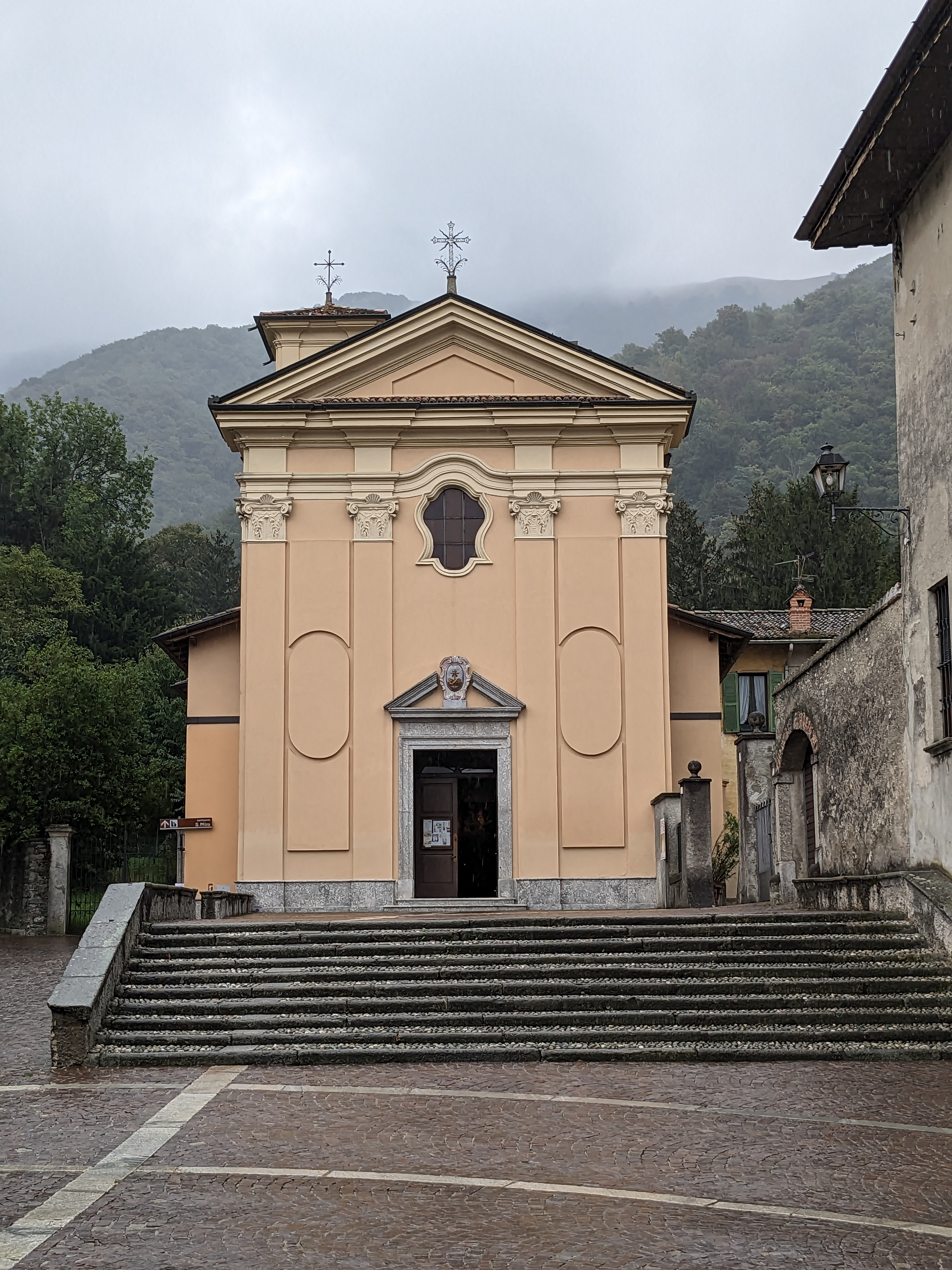
Facciata della chiesa di San Francesco

Detta anche Gésa da San Mirètt, dal nome del secondo dedicatario, utilizzando il diminutivo per distinguerla da quella propriamente di San Mir (il santuario-eremo). È una chiesa conventuale e si trova in piazza San Francesco, ed è affiancata dalla casa del prete, un tempo ambulatorio; nella piazza si trovano inoltre due cuurt (di Pinòla e di Meroni), una fontanella (servita dall'acquedotto e sormontata da un'altra fontana, da cui sgorga una parte dell'acqua di Gajum) situata in una nicchia delle pittoresche mura di Villa Meda, che ha un proprio arco di ingresso su piazza San Francesco, arricchito da una pregiata lunetta in ferro battuto e da un grande affresco. Il sagrato è in porfido, come del resto tutta la piazza, e presenta una scalinata. L'insediamento del complesso conventuale risale alla fine del Trecento, ed era inizialmente dedicato alla Vergine, mentre successivamente, forse nel Quattrocento, fu consacrato a San Miro. Nella prima metà del Settecento furono svolti lavori di consolidamento e ampliamento, mentre la fine del secolo vide la fine della presenza dei Frati Minori, e quindi il passaggio dell'indulgenza del Perdon d'Assisi alla parrocchiale. Agli inizi dell'Ottocento, con il lascito del prevosto don Angelo Sala e il contributo di Giovan Battista Gavazzi, il convento venne trasformato in Ospedale Civile per divenire poi, dalla prima guerra mondiale agli anni settanta, casa di riposo; nel frattempo la chiesa assunse la denominazione di san Francesco, anche se nella memoria della popolazione rimane la dedicazione a san Miro. Successivamente, dopo un restauro conservativo, la chiesa assunse, per volontà della Curia Arcivescovile, la funzione di Oasi monastica.
L'edificio è in stile barocco e possiede un semplice campanile in fondo a sinistra. La facciata è, come tutto l'esterno della chiesa, dipinta di un giallo tenue, e presenta un solo portone centrale, sormontato dall'emblema in marmo dell'Ordine Francescano; sopra a esso vi è una piccola vetrata. All'interno vi sono quattro altari minori: entrando, a destra quello di san Francesco e a sinistra quello di san Miro (ma in una nicchia vi è anche una statua di Gesù), raffigurati anche nelle rispettive vetrate dietro al tabernacolo; in fondo, a destra quello del Crocifisso (ma in una nicchia vi è anche una statua della Madonna addolorata) e a sinistra quello della Madonna. L'alternanza di colori tenui nelle abbondanti decorazioni, specialmente nell'abside, conferiscono all'interno un'armonia ristoratrice. Il tabernacolo ha una porticina d'oro raffigurante in bassorilievo un calice con due uccellini. I confessionali in legno si trovano di fianco al portone di ingresso.

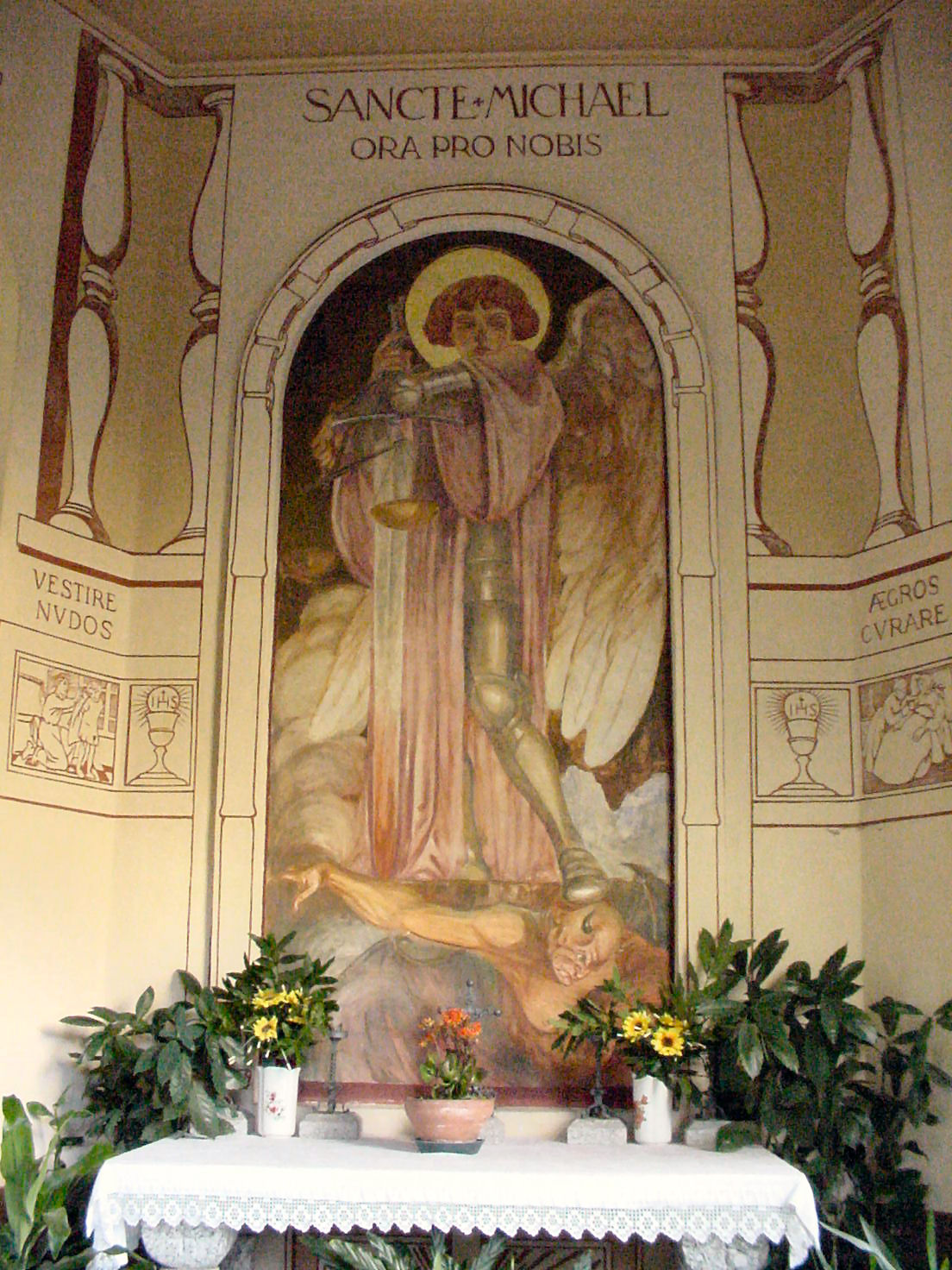
L'interno della cappella di San Michele

#### Cappella di San Michele - Lazzaretto
La cappella è dedicata a san Michele Arcangelo e si trova in cima a un piccolo dosso, a quota 460 m sul lato destro lungo la strada verso le Fonti di Gajum. Questo luogo venne utilizzato come lazzaretto durante l'epidemia di peste del 1863 e forse anche in casi di precedenti contagi: secondo una tradizione locale il prato sottostante sarebbe usato come camposanto per i morti della peste del 1630, descritta da Alessandro Manzoni nei Promessi Sposi. La cappella è stata oggetto di interventi di restauro e conservazione nel corso del tempo garantendone un buono stato di conservazione fino a oggi. Al suo interno sono affrescati il santo e le opere temporali di misericordia. Da questa cappella si diparte la strada acciottolata che, risalendo lungo la vall da Pésura, arriva alla cima del monte Cornizzolo. Poco sopra la cappella si trova una buona fonte.

#### Eremo-Santuario di San Miro
(Ignazio Cantù, Guida pei monti della Brianza e per le terre circonvicine, 1837)

Interno dell'oratorio di San Miro, con affrescato il miracolo della traversata del lago.

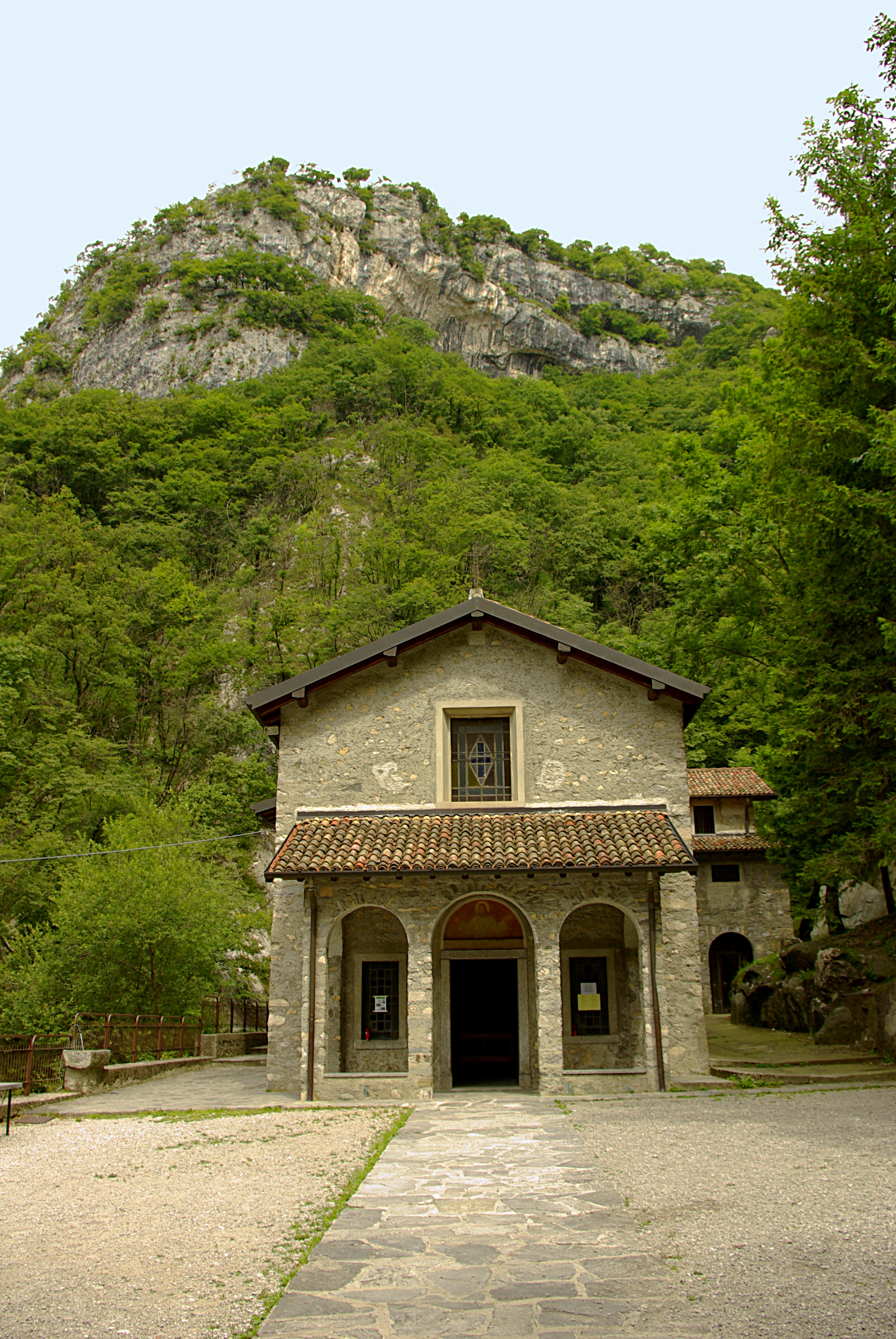
Chiesa di San Miro

La costruzione dell'eremo di San Miro al Monte iniziò nel 1643, sul luogo di un precedente oratorio a tre altari già attestato dalla visita pastorale di San Carlo Borromeo. Annesso alla chiesa vi era un piccolo convento che ospitò subito un eremita, ma poi divennero due, probabilmente appartenenti al convento francescano del paese. Si possono ancora notare, sul ripido pendio posto sull'altro versante della Ravella, alcuni terrazzamenti (giarditt di fraa) nei quali i frati coltivavano un orto. Ha subito vari restauri, fino a quello completo terminato nel 2005. I locali annessi alla chiesa hanno mantenuto e valorizzato la loro vocazione a ospitare i gruppi organizzati che intendono dedicare qualche giorno alla preghiera e alla meditazione.

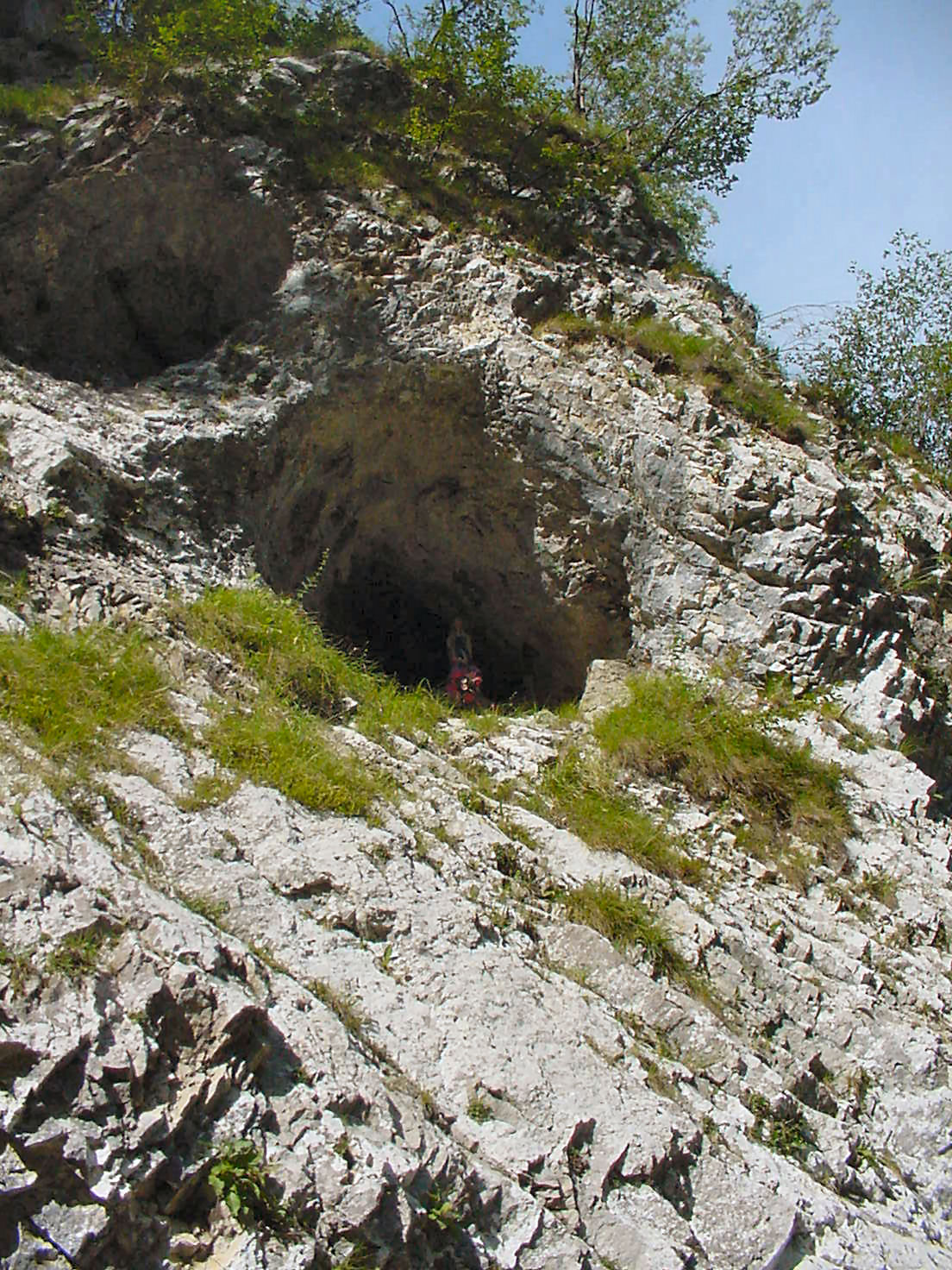
Grotta di San Miro

Il culto di san Miro è legato all'acqua e da secoli l'eremo è meta di pellegrinaggio, così come lo è la fonte, restaurata, dalla quale sgorga un'acqua a cui molti si affidano per mantenere il proprio benessere, se non per guarire da qualche malattia.
Nelle vicinanze dell'eremo si trova anche una grotta.

#### Edicole religiose

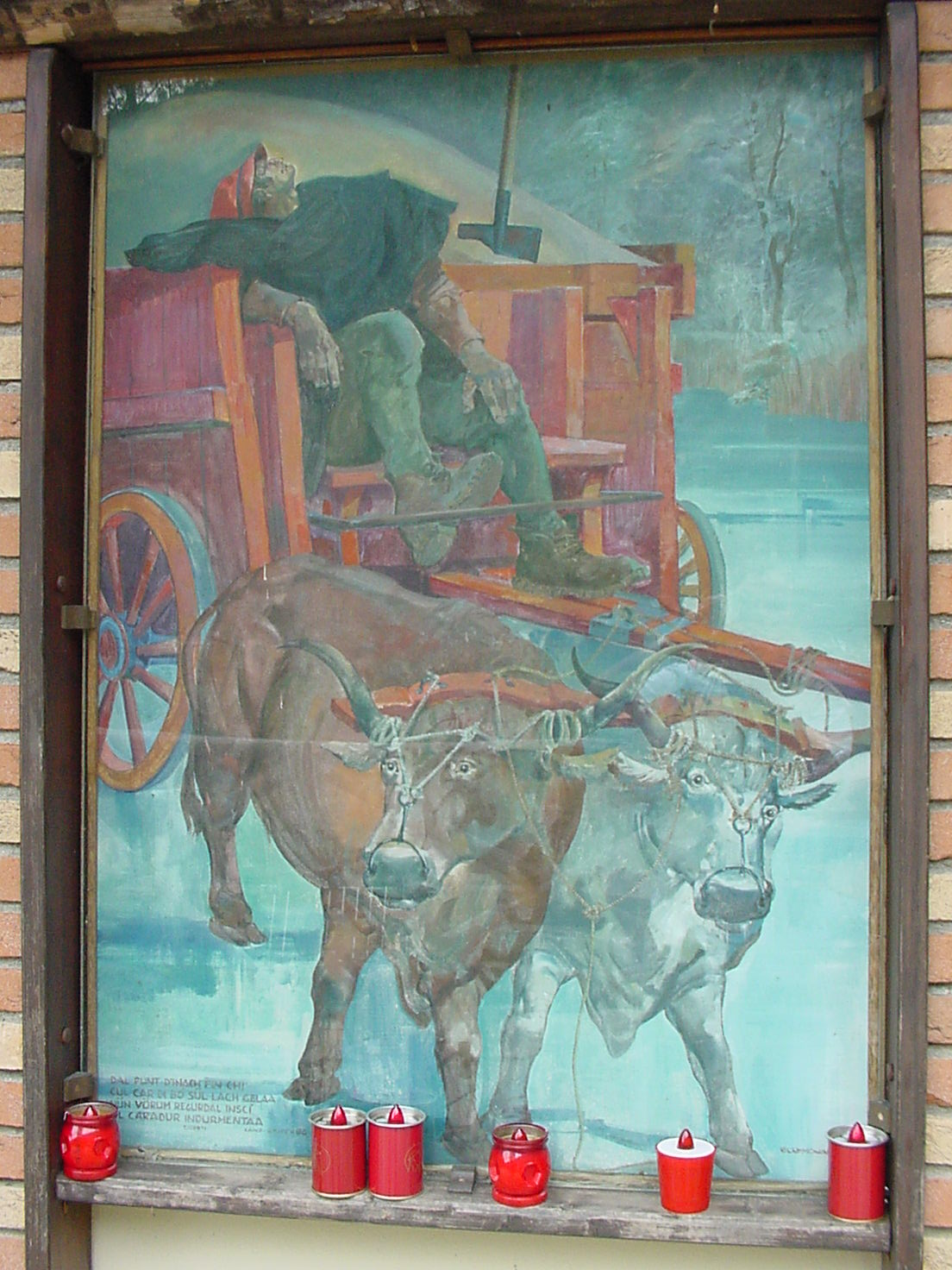
Edicola del Caradùr indurmentaa, presso il Lago del Segrino

Tra le altre costruzioni sacre vi sono la cappelletta della Madonna di Caravaggio, il dipinto della Madonna presente nel portico dell'oratorio maschile (trasferito dalla cappelletta della Madonna di Caravaggio), quella di San Rocco e della Vergine in Sumbich, l'edicola di Santa Rita in via Monte Rai, l'edicola della Madonna in via Gajum, quella in una curt della Cuntrada dal Cuèrc, quella sopra la fontana di Portacinés, quella del Pretòri, la cappella davanti alla fontana della contrada di Casarch (con la Madonna nera del Ceppo e un affresco dell'Annunciazione), l'edicola della Vergine in località Tuump, quella di sant'Anna in località Valicc, quella in via Roma, quella in via Vittorio Veneto (vicino alla sede della Comunità Montana), quella in via Rimembranze dedicata alla Madonna di Lourdes, il trittico all'angolo via Verza e via Rimembranze, il grande affresco in Villa Meda, il crocefisso ligneo all'angolo tra via Grandi e via Porroni, l'edicola della Madonna presso il Castello, quella in via Volta, quella in fondo alla scala di Sant'Anna, quella della Madòna di Sètt Dulùr sopra a Gajum, quella della Madonna presso il Primm Alp, quella posta nella grotta di San Miro, quella in località Scarenna, quella posta presso la fonte del Sentée dal Fóo, quella di San Bartolomeo tra il Primm e il Segùnt Alp, quella del Segùnt Alp, quella della Madonna e di Gesù al Parisone, la croce all'angolo tra via Vittorio Veneto e via Pasubio, la fontana del Cuèrc dedicata alla dipartita di San Miro. Infine è presente il santuario oratorio di San Miro al monte e, sulla carrozzabile, due cappellette, di cui un'arroccata e nascosta tra gli alberi. Presso il lago del Segrino è presente l'edicola del Caradùr indurmentaa, poi dedicata anche alla Vergine. Ve ne sono numerosissime inoltre all'interno di cortili e giardini privati, senza contare gli altari minori all'interno di chiese e cappelle.

### Architetture civili

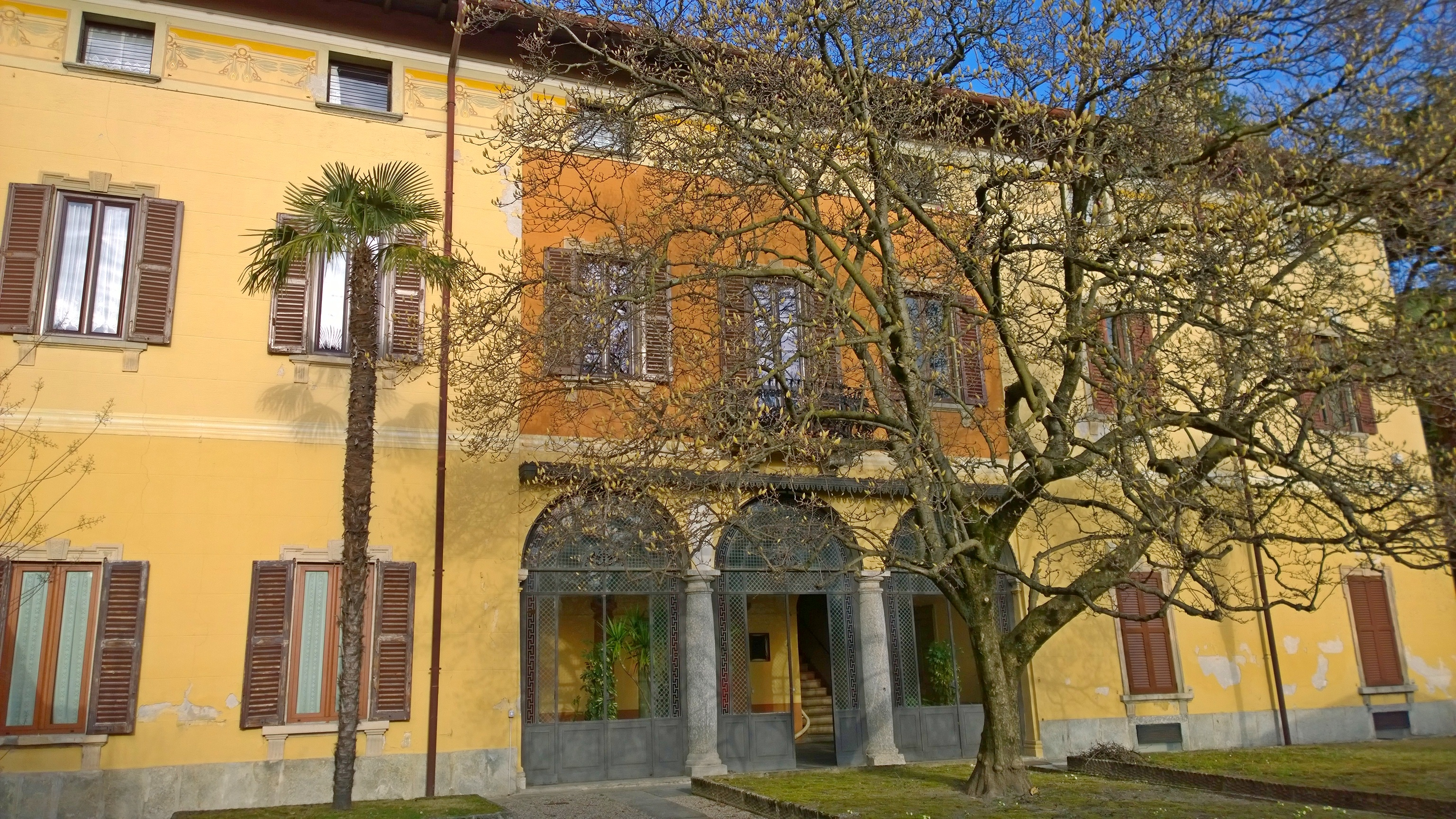
Particolare di Villa Raverta

Tra i giardini e parchi storici d'interesse culturale vincolati dalla legge nazionale vi sono Casa Piotti con parco (decreto 29/1/1975), Villa Gavazzi Balossi Restelli (decreto 30/4/1981) e Villa Meda con parco (declaratoria 25/1/1977). Gli edifici di archeologia industriale registrati presso la Regione Lombardia sono il Fabbricato viaggiatori (scheda n. 443) e il Magazzino merci (scheda n. 440) della Stazione terminale, appartenente alla Rete ferroviaria delle Ferrovie Nord Milano (scheda n. 499), e Villa Verza (scheda n. 452), mentre il corrispondente Filatoio di Cranno (scheda n. 444) è già in territorio assese.

#### Villa Meda - Stelline - Caserma

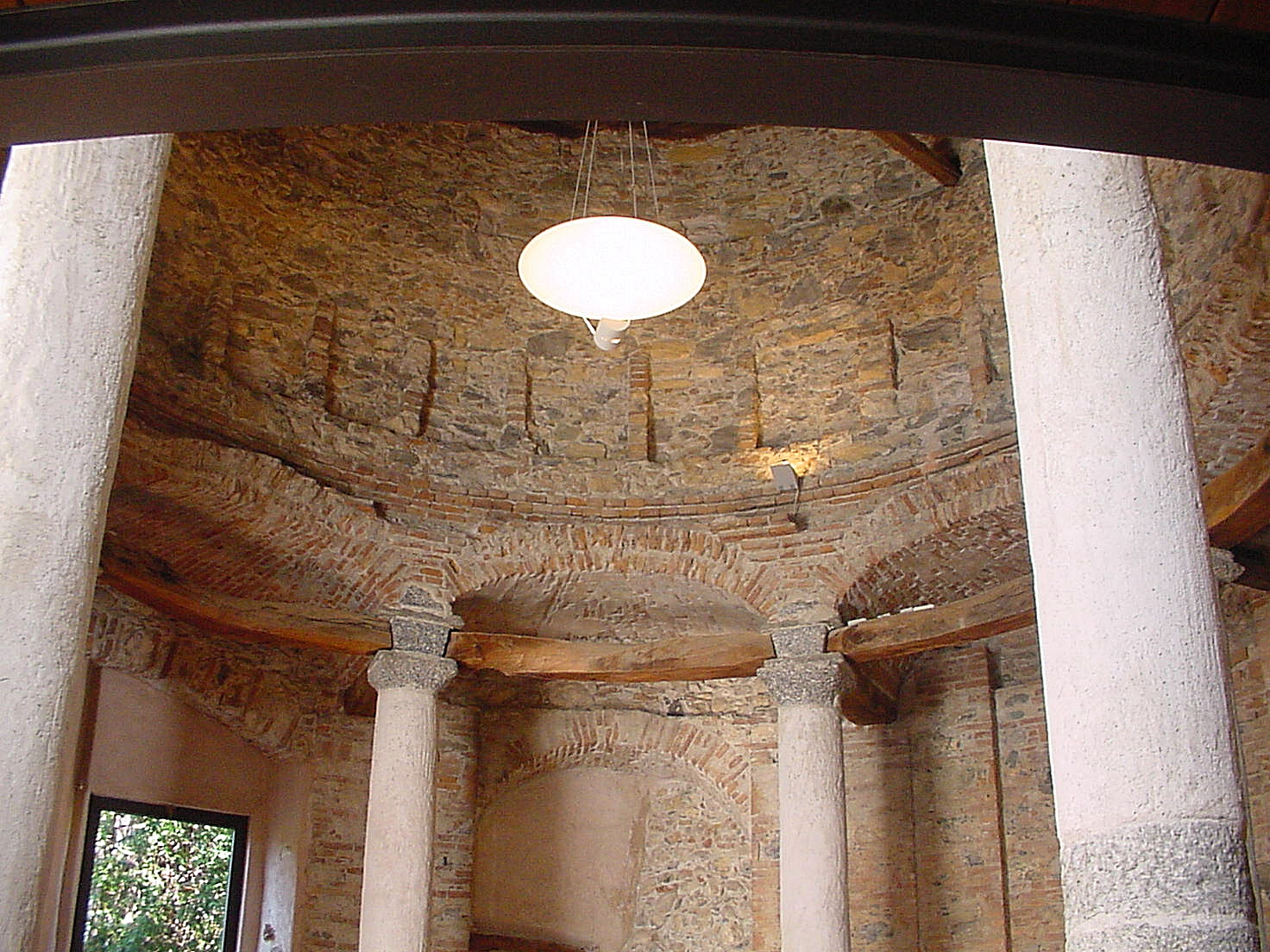
Volta del battistero di villa Meda

Villa Meda (XVII-XVIII secolo), costruita sul fianco destro del torrente Ravella, nel centro storico del paese, è un complesso composto da una corte principale con un porticato ad arcate con pilastri quadrangolari, decorati da lesene che sostengono un marcapiano. All'interno sono presenti volte affrescate e soffitti in legno a cassettoni decorati da Luca Roscio di Vill'Albese, del 1701 (o 1702). Da un altro più piccolo cortile interno, si accede al battistero a pianta circolare, con colonnato centrale in pietra e volta ottagonale in legno. Il parco è occupato da alcune piante secolari, cippi in granito, balconate belvedere, portali e nicchie sul muro simulanti piccole grotte, come in uso nei giardini signorili dell'epoca.
La villa è opera dell'architetto Simone Cantoni di Muggio, che trasformò e ingrandì la preesistente residenza dei conti Meda, con interventi di stile neoclassico. Il progetto si protrasse dal 1795 al 1804, quando il lavoro fu portato a termine dal monsignore fratello del conte. L'architetto dispose i locali di rappresentanza attorno ai cortili interni e le parti abitate a contatto col giardino all'italiana e con l'ambiente agreste raggiungibile sull'altra sponda del torrente Ravella tramite un ampio ponte interno al perimetro della villa.
L'edificio venne usato nel XX secolo come colonia estiva per le Stelline e poi, durante la seconda guerra mondiale come caserma, ospitando le SS italiane arruolate presso le carceri milanesi; è stato restaurato per un utilizzo misto privato, sale pubbliche e stanze date in gestione alle locali associazioni; vi ha sede la biblioteca civica.

#### Teatro Sociale
(Pietro Ferrario, Tre giorni di peregrinazione nel Piano d'Erba e nei paesi circonvicini, 1840)

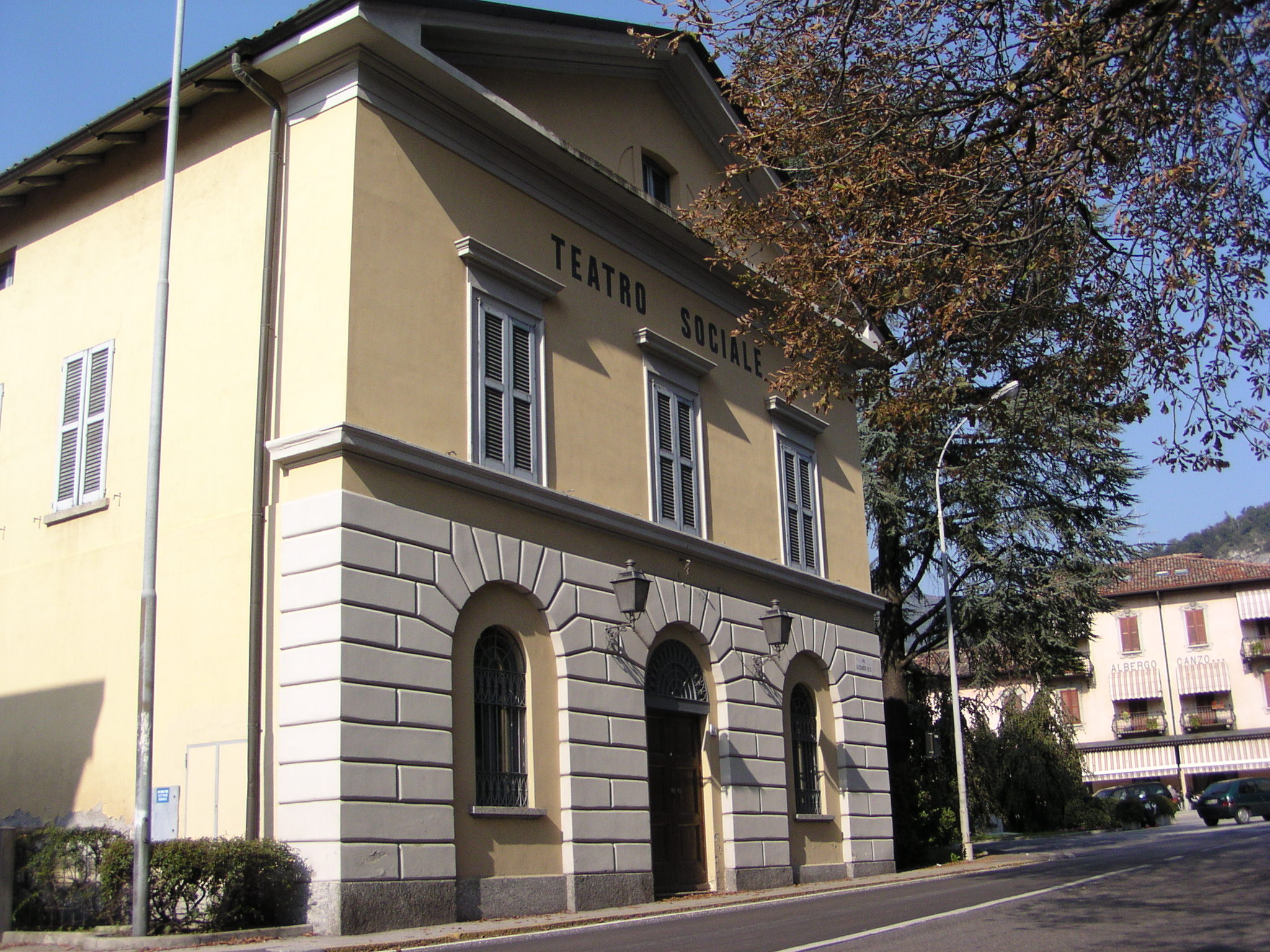
Facciata del Teatro Sociale di Canzo

La "Società del Teatro Sociale di Canzo" venne fondata nell'aprile del 1828 per volontà di famiglie benestanti canzesi e milanesi, avendo già ricevuto l'autorizzazione decenni prima da Maria Teresa d'Austria. I lavori di costruzione furono ultimati l'anno successivo permettendo l'inaugurazione il 18 ottobre del 1829 invitando la compagnia del Teatro Filodrammatici di Milano.
Il Comune, divenuto proprietario dell'immobile, si occupò di rinnovare il tetto dopo la storica nevicata del 1985 e se ne decise il completo restauro, dopo circa cinquant'anni di funzionamento come sala cinematografica. Fu quindi inaugurato il 25 aprile del 1990.
L'Amministrazione comunale decise di allestire di nuovo una stagione teatrale per gli anni 1991-'92, iniziando proprio col Teatro Filodrammatici di Milano. Accanto a questa compagnia vanno ricordati anche l'orchestra dei Pomeriggi Musicali di Milano e l'Autunno Musicale di Como sempre presenti nella programmazione. Sono inoltre frequenti commedie in lingue regionali, grazie a una compagnia veneta e alla Filodrammatica Canzese.
Ospita stagioni di musica e di prosa.
Nell'antistante piazza Garibaldi è presente il monumento ai Caduti. Dall'altra parte della piazza si vedono lo storico Albergo Canzo (uno dei cinque alberghi presenti a Canzo) e i giardini di Palazzo Tentorio, sede del comune, e di Villa Don Pozzoli, residenza sanitaria assistenziale per anziani. In paese sono presenti altre due case di riposo.

#### Palazzo Tentorio
Palazzo Tentorio fu acquistato dall'omonima famiglia canzese nel 1706, anno in cui il territorio di Milano, di cui Canzo faceva parte, passava di mano dagli spagnoli agli austriaci. La ricchezza dei Tentorio si fondava sul commercio dei panni di lana, attività iniziata nel 1649 da Carlo Tentorio, disinvolto commerciante che aveva raggiunto una posizione di competitività aggirando i pesanti gravami della burocrazia spagnola. La famiglia contribuì economicamente in maniera significativa alla trasformazione settecentesca della chiesa prepositurale di Canzo, consacrata il 3 giugno 1752. La proprietà del palazzo rimase ai Tentorio per oltre un secolo: il 15 settembre 1828 lo stabile e le sue pertinenze furono acquistate dai fratelli Giovanni Maria, Benedetto e Venanzio Gavazzi, antica famiglia canzese in quegli anni impegnata nello sviluppo dell'industria serica, mentre nel 1889, il giorno di san Martino, il palazzo fu acquistato dal Comune per alloggiarvi la scuola; successivamente ospitò anche, e per più di un secolo, gli uffici comunali. Nel 1999 cominciarono i lavori di ristrutturazione e ampliamento, su progetto selezionato tramite concorso di idee, che portarono, oltre al restauro dell'antico Palazzo, alla creazione di una struttura moderna a forma di torrione, a mo' di novello broletto, simbolo dell'autonomia comunale. Dal 7 dicembre 2002, Palazzo Tentorio ospita l'ufficio e la segreteria del Sindaco, la sala Giunta e un'ampia area espositiva, collocata al secondo piano.

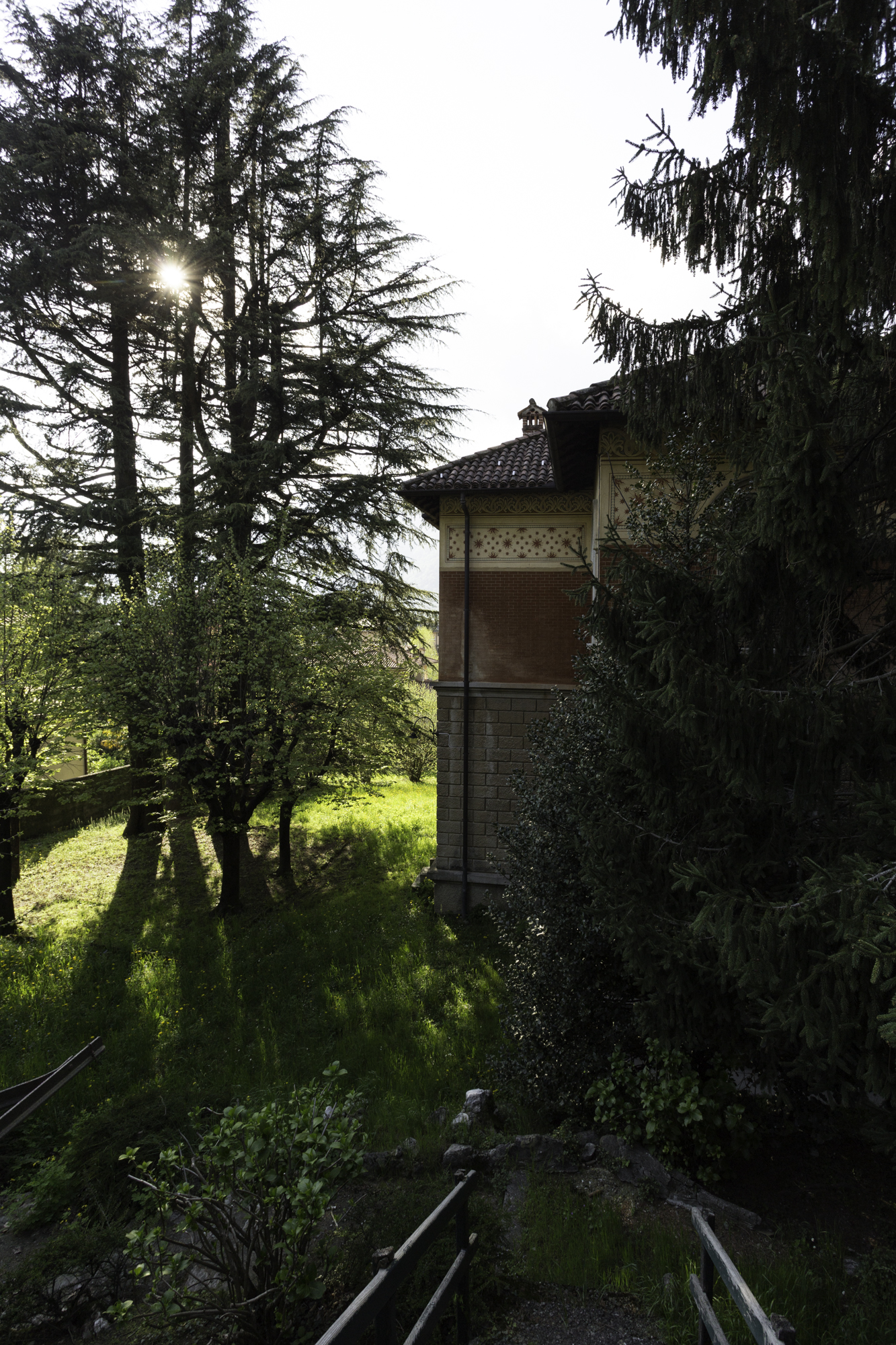
Particolare di una delle Ville di inizio Novecento in via Caravaggio a Canzo

#### Le sedi del potere civile
Appartengono a questa categoria il Castello della guarnigione spagnola, appunto in località Castèll, e il castello precedente, forse collocato in corrispondenza dell'attuale Turèta. Il Palazzo Pretorio, sede del pretore e delle carceri della Corte di Casale era collocato nell'attuale Pretòri. Il consiglio degli anziani aveva sede in un portico, il Cuèrc (che dà il nome alla cuntrada), collocato dietro alla fontana omonima. Altri importanti centri di aggregazione comunale erano Mèzz Canz (attuale via Meda), la piazza della chiesa e il portico adiacente. Nell'ultimo secolo, la sede comunale è stata collocata nel Palazzo Tentorio e provvisoriamente in Villa Meda. Presso l'attuale sede è stato annesso un nuovo edificio, che riprende in chiave moderna la forma tipica del broletto. Per approfondire, leggere i paragrafi relativi alle località, alle vie e agli edifici citati.

#### Camp da Miro
La piazza Giovanni XXIII è il nuovo piazzale del mercato, che verso sera si trasforma in campo sportivo per gli allenamenti di atletica della locale associazione; oltre un filare alberato sono presenti il cimitero, la piazzetta Caduti Alpini, e la località Laguccio. Dietro all'ampio piazzale, vi è un parco con grandi alberi e giochi per bambini. Dietro al parchetto, è stato costruito un Centro Sportivo sul luogo di due campetti all'aperto e di parte del prato retrostante. Complessivamente questa località è definita Camp da Miro (toponimo che non si riferisce al santo locale). Qui, occupando anche tutti gli spazi stradali circonvicini, opportunamente chiusi al traffico, si svolge la Fera di Üsei. Anticamente il cimitero di Canzo si trovava in corrispondenza dell'odierna piazzetta Turati.

#### Gli oratori presenti e passati
L'ex oratorio maschile presso il filatòj contiene (su un'edicola murale) l'affresco originario della cappella della Madonna di Caravaggio e, nella cappella, un affresco giovanile di Silvio Consadori (1909-1994; pittore d'arte sacra, formatosi all'Accademia di Roma, professore all'Accademia di Brera, premio "Milyus" e premio "Canonica").

#### Villa e parco Magni
L'antico parco, ricco di alberi secolari, venduto all'industriale canzese Magno Magni dalla famiglia filandiera canzese dei Gavazzi, si estendeva tra le località Mirabèla e Grimèll. La villa, fatta costruire dal cavalier Magni tra il 1903 e il 1906 (o 1907) dall'architetto torinese Pietro Fenoglio, già suo professore a Torino, una delle ville canzesi più rappresentative del Novecento, e certo la più maestosa, si trova in quest'ultima località. Per questo l'appellativo originario della villa, voluto dal suo proprietario e ideatore, è Il Grimello. Fu costruita dall'architetto Fenoglio in un fantasioso stile neomedievale. Esteriormente si caratterizza per le pietre di Vicenza (dove il proprietario viveva e lavorava, e dalla quale aveva chiamato la manovalanza), ben squadrate, a vista, e per le ampie balconate e terrazze multiple. Interiormente, ogni stanza è progettata a sé in uno stile diverso. Una limonaia conduce dalle stanze alla biblioteca. In essa il visitatore rimane subito stupito dalle coinvolgenti tavole del pittore Silvio Bicchi che rappresentano l'umanità in quel periodo storico: la vita del primo Novecento, la guerra, la pace, il lavoro, la vittoria, l'umanità al bivio. Il noto pittore Achille Beltrame dipinse invece le pareti e il soffitto dell'ingresso e della sala da pranzo: sono rappresentate quattro scene di caccia al cervo, di ambientazione medievale, in cui sono raffigurati i famigliari del Magni con cavalli, cani e falconi. Vi sono inoltre soffitti decorati in quattro comparti dal pittore Silvio Bicchi, nei quali spiccano in altrettanti campi ovali, le figure allegoriche del Tempo, del Pensiero, della Forza e della Materia. Il giardino è solcato da sentieri, viottoli, scale e scaloni monumentali, che conducono in luoghi appartati, alla fontana della vittoria, al grazioso teatrino all'aperto, alla torretta-oratorio. Sono inoltre presenti numerose statue. Dopo essere appartenuta alla famiglia di editori Rizzoli, tra gli anni Cinquanta e Ottanta del Novecento la villa andò in malora. Ristrutturata tra il 1994 e il 1998, è un centro per ricevimenti e congressi.

#### Villa Verza - Filandùn
Villa Verza fu costruita tra il 1769 e il 1820.
Nel 1667 la Corte di Casale, e quindi anche Canzo, divenne feudo camerale dei marchesi Crivelli che per primi affiancarono all'attività agricola l'industria serica. L'attitudine dei canzesi al settore si era peraltro dimostrata in maniera evidente già nel Seicento, quando i panni di lana prodotti a Canzo, soprattutto dai Tentorio facevano concorrenza, per qualità e prezzo, a quelli realizzati a Milano. Alla fine del Settecento si contavano a Canzo ben nove filande, che davano lavoro a duecento persone: la sola Canzo competeva quanto a mole di manodopera con l'intero distretto di Lecco. Verso la metà dell'Ottocento quella di Carlo Verza annoverava 1 300 dipendenti, ed era la tra le prime tre in Lombardia per dimensione, produzione e qualità del filato, insieme a quella dei Gavazzi in Bellano e a quella dei Sormani (entrambe famiglie canzesi e imparentate con i Verza e i Ponti). In linea generale, dal Seicento alla metà dell'Ottocento, Canzo fu considerato uno dei più ricchi e importanti centri manifatturieri dell'intera Lombardia.
All'Esposizione italiana del 1861, la Filanda Verza di Canzo risultava di gran lunga il primo setificio della penisola per quantità della merce esposta. Elogiati dalla Commissione per il lustro dato all'Italia in occasione dell'Esposizione Universale di Parigi del 1855, ottenendo alla Camera di Commercio di Milano la medaglia d'oro, i Fratelli Verza di Canzo venivano decorati con il primo premio nella sezione Lombardia (sezione a sua volta distintasi come prima per «regolarità» del filato) sia per la «perfezione d'arte» delle sete sia «per l'importanza del loro stabilimento». Da notare come al secondo posto, tanto nel caso dell'Esposizione Universale quanto in quello dell'Esposizione italiana, venga menzionata l'impresa serica del canzese Pietro Gavazzi, soprattutto «per la grande importanza dei suoi stabilimenti industriali».
Prima d'iniziare l'attività industriale, Carlo Verza compra terreni coltivati a uva e gelsi e boschi, in seguito alla vendita all'asta dei beni del soppresso convento dei Padri Minori Conventuali in San Miro di Canzo. In località Cranno, presso la Vallategna, stabilisce, oltre a una casa colonica e a un mulino da farina, il primo edificio adibito alla filatura della seta, trasformando probabilmente un vecchio macero. Il torrente Foce, di proprietà dei Verza, veniva in parte deviato verso gli stabilimenti e verso il giardino all'inglese, attraverso due caselli di raccolta ancora visibili.
Molte dipendenti provenivano dal Bresciano e dal Veneto, cosicché la distanza del paese d'origine faceva sì che esse stabilissero in loco la loro dimora definitiva. Vi era una stanza per la cura dei neonati, dove alcune bambine accudivano la prole, dando il cambio alle madri che dovevano allattare. In modo non dissimile da quello che di lì a poco avrebbero fatto i Crespi a Canonica d'Adda e altri, il Verza volle costruire una società operaia da sé sufficiente, dotata anche di un'attività di istruzione giornaliera.
Lo stabile della filanda Verza, cento e più anni dopo, sarebbe stato in parte acquistato da Salvatore Fiume, uno dei massimi pittori italiani del Novecento; l'artista si stabilì a Canzo nel 1946 adattando a studio parte dell'ala sud della vecchia filanda, che dal 1952 divenne anche la sua residenza. La famiglia Conti-Valsecchi, proprietaria dell'altra metà dello stabile, continuò l'antico utilizzo dell'acqua motrice con la costruzione di una piccola turbina, e conservò e restaurò l'intero edificio; i due cortili della filanda si sono trasformati in tre cortili abitati. Particolarmente visibile l'antica ciminiera in mattoni.
La seconda filanda canzese per dimensione (con un notevole distacco dalla prima) era la filanda della famiglia Gavazzi.

#### Altro
- Villa Gavazzi, nella sua parte più antica risalente al XVIII secolo[52]
- Villa Barni, risalente agli inizi del XIX secolo[53]
- Portico pubblico, realizzato nel 1819[54]
- Monumento a Filippo Turati[55]

### Siti archeologici

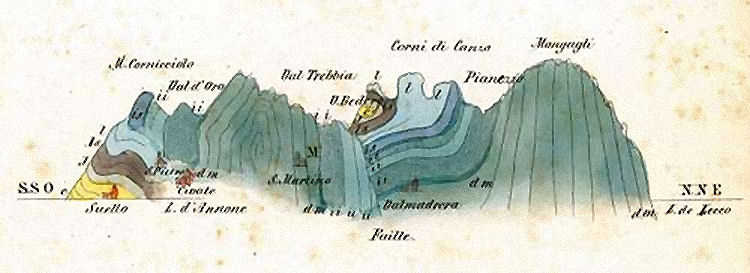
Geologia dei monti locali, da Paleontologie lombarde di Antonio Stoppani

Fin dalla colonizzazione celtica, tutta la valle di Canzo fu legata al culto dell'acqua, di cui vi è abbondanza, e della pietra. Una testimonianza della diffusione dei culti acquatici si ritrova nell'origine del nome del lago del Segrino: Fons Sacer ("Fonte Sacra" in latino), culto trasformato in culto romano a Marte, come si nota nei toponimi Castèll Mart e Martesana, poi nella devozione a San Michele, presso la fonte del Lazzaretto. Esempio invece di culto dei massi è il Sass dal Primm Fiöö, dove anticamente si recavano le donne per ottenere un buon parto; l'equivalente cristiano si ritrova nella scalinata ed edicola di Sant'Anna, con la stessa funzione. Più visibile è la grandissima roccia detta Cèpp da l'Angua, collocato ai piedi del monte Raj, dove si sovrappongono l'elemento acqua e l'elemento pietra, luogo in origine dedicato alla fata acquatica Anguana (da cui il nome), presente anche nella complessa celebrazione della Giubiana. Nel Medioevo, al contrario di quanto avvenuto in San Michele, questo culto non fu assimilato ma demonizzato: da qui deriva il secondo nome dello stesso, Scalfìn dal Diaul, ovvero "tallone del diavolo". Il santuario di San Miro, santo anch'esso legato all'acqua, inoltre, è costruito in corrispondenza di una fonte sotterranea, sede di un luogo sacro celtico (vi sono state trovate delle coppelle). Un altro masso rilevante è il Sass da la préa, che si trova sulla cresta di Cranno.

### Aree naturali

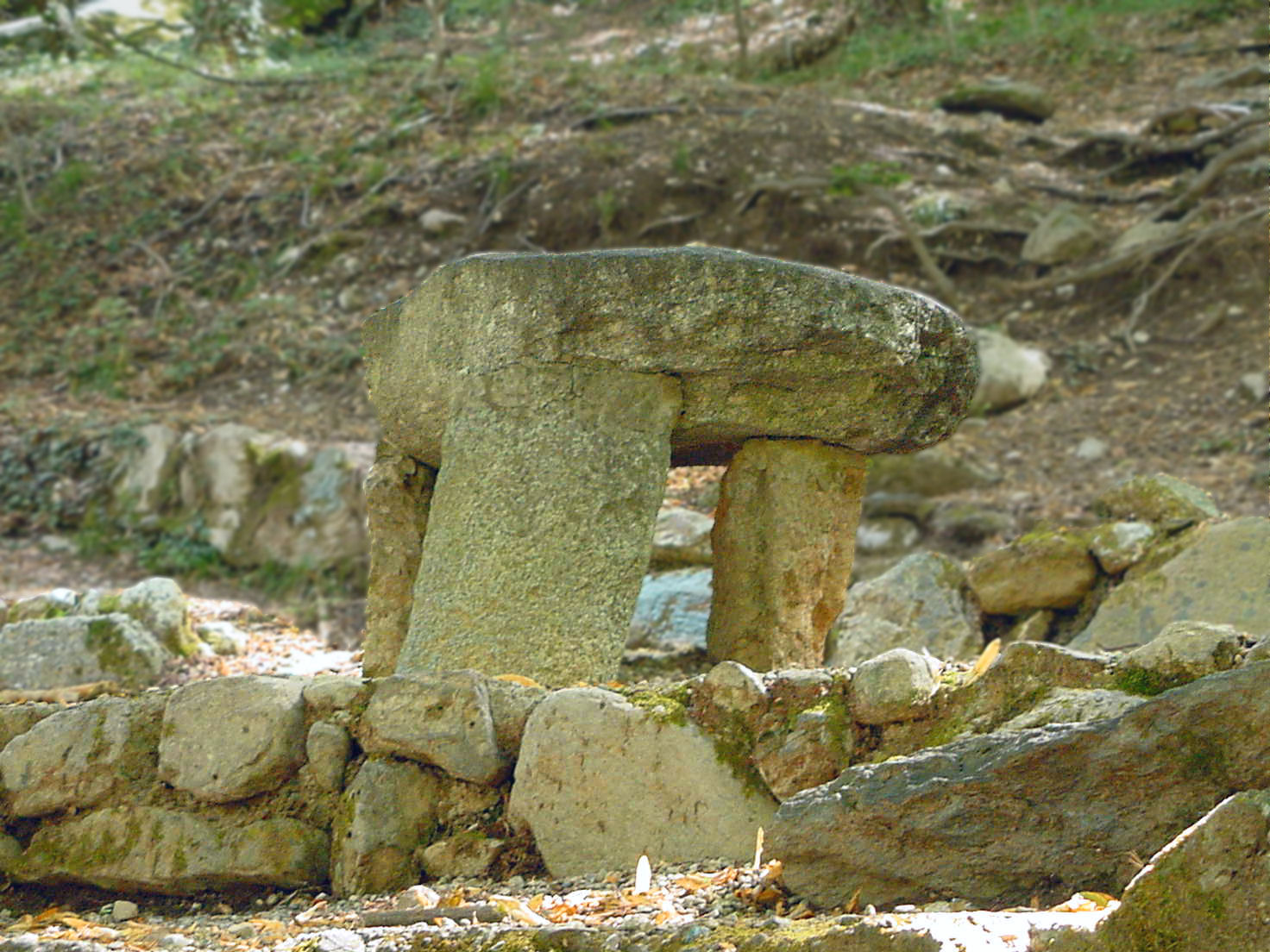
I tipici tavoli in pietra presenti alle fonti di Gajum a partire da fine Ottocento

(Minerva Ticinese, 21 ottobre 1829)

#### I boschi
I boschi di Canzo, oggigiorno più abbondanti a causa dell'imboschimento delle aree un tempo adibite a fienagione e pascolo, sono composti da alberi quasi esclusivamente cedui come roveri, castagni, noci, frassini, faggi, betulle, tigli, abeti rossi, ippocastani, sorbi, tassi, noccioli, aceri, agrifogli, allori, bagolari, bossi, rovi, pungitopi, ecc. Negli ultimi decenni in alcune zone montane sono stati piantumate distese di pini, che in verità non appartengono alla vegetazione locale. Sono presenti inoltre piante coltivate come viti, gelsi, meli, pruni, fichi, albicocchi, peri, cachi, ecc. Vi sono numerose specie di piante erbacee e fiori (alcuni protetti). Si pratica la caccia al capanno, quasi esclusivamente di uccelli, turdidi in particolare.

#### Prati e coltivi
I principali prati o terreni coltivati ora edificati sono le località: Tera Russa, Lagüsc, Crann a bass, Doss, Camp da Miro, Valicc, Zìgur, Crusett, Vigna da la Tur, Piazöra, Maj, Zoch dal merlo, Vigna, Vignöra, Ruassee, Murunera, La Pista, Curnaa, Pian da Mirabela, Pignascia, Nuell, Pè da Nepi, Gerascia, La Pietra, Cà növa, Gerett, Parisùn, Sota la strada da Preserp, Tumb, Campasc, Budracch, Caravazz, Doss di Sant.

#### Fonti di Gajum e altre fonti
(Pietro Ferrario, Tre giorni di peregrinazione nel Piano d'Erba e nei paesi circonvicini, 1840)
Le fonti da Gajum si trovano sul versante destro del Torrente Ravella, alla quota di m 485 s.l.m., al bivio delle strade che portano agli alp e al Santuario di San Miro.

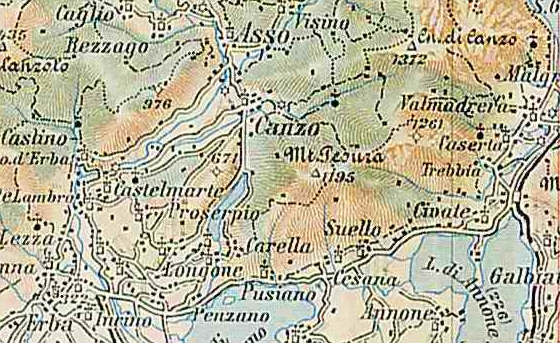
Mappa austriaca del 1887, è mappato lo sviluppo delle mulattiere che collegavano gli Alpeggi, il Cornizzolo è indicato come M. Pesora

Il nome delle "Fonti di Gajum" è italianizzato dal canzese Gaümm (dalla radice celtica ga=recipiente, pancione), che significa mallo, in quanto sopra la fontana era presente un grosso noce e i malli cadevano nella vasca. La fama della bontà di quest'acqua è così diffusa che di fronte alle fontanelle vi è sempre una fila di persone, provenienti da tutta la Brianza e dal milanese con bottiglie vuote e taniche da riempire; una ordinanza comunale limita a sei il numero di bottiglie riempibili consecutivamente. Secondo l'antica tradizione contadina, Gajum è la terza fonte più pregiata di Canzo.
Le Fonti di Gajum sono un classico punto di sosta e di ristoro per gli escursionisti da più di un secolo, tipici sono i tavoli e i sedili in pietra, ancora esistenti nel luogo, e risalenti a quando queste fonti furono scoperte, dal punto di vista turistico durante l'Ottocento. Nel bosco, sopra le fonti, nei secoli scorsi venne eretta una Cappella dedicata alla Madonna Addolorata (Madòna di Sètt Dulùr), ben conservata.
Negli anni sessanta fu creata, da alcuni canzesi una società per imbottigliare l'acqua della fonte; questa società venne poi assorbita dalla Bognanco, e ora l'impianto non è più attivo. Una piccola parte dell'acqua di Gajum è immessa nell'acquedotto comunale e un'altra parte è condotta fino a una fontana interna nel giardino di Villa Meda.
Nel territorio canzese sono presenti molte altre sorgenti: ogni alp fu costruita in corrispondenza di una o più fonti, necessarie per la vita dell'alp; altre sorgenti sono presenti nella valle di Pesora e presso l'eremo di San Miro, oltre che in altri luoghi meno accessibili lungo i versanti della Val Ravella. Per l'abbondanza d'acqua, anche rispetto ai paesi circostanti, sono presenti in paese molte fontanelle pubbliche di acqua potabile, e ancor più ce n'erano in passato. Per quanto riguarda la sacralità delle fonti, vedere il paragrafo sui culti plurimillenari.

#### Lago del Segrino
Il lago, di origine glaciale, situato in una stretta valle tra i monti Cornizzolo e Scioscia, ha una tipica forma allungata (1 800 m in senso nord-sud, per una larghezza massima di 200 m). Le sue acque, poco profonde, sono di color verde intenso e purissime, in quanto tutte le sorgenti sono sotterranee: è un'area verde protetta. Si ritiene che il suo nome derivi dal latino Fons Sacer, ossia Fonte Sacra, trasformatosi col tempo in Sacrinum e quindi Segrìn (in dialetto locale). È famoso per la qualità delle sue acque e per la sua felice e tranquilla posizione, che ispirò numerosi scrittori dell'Ottocento. Per l'origine della sacralità del luogo, vedere il paragrafo sui culti plurimillenari.

#### GliAlp

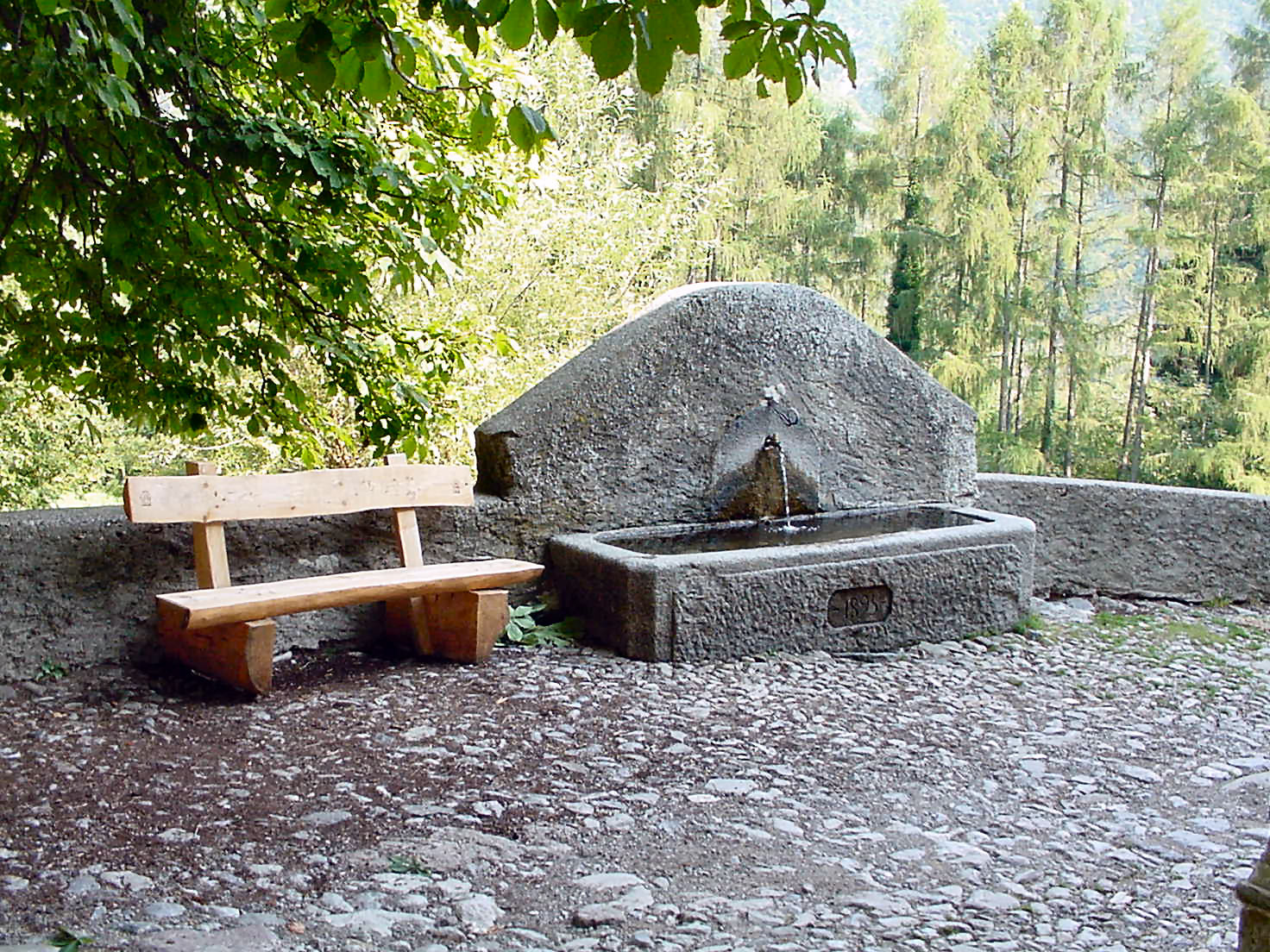
Fonte d'acqua e lavello in pietra al Primm Alp

Gli alp sono frazioni montane, abitate un tempo tutto l'anno, che potevano ospitare fino a cento contadini ciascuno, con numerosi capi da allevamento. Vi si praticava un'agricoltura montana, che richiedeva prati, campi e boschi puliti, per evitare il rimboschimento e assicurare la necessaria esposizione al sole, atta a contrastare il clima rigido. Essi sono costituiti da un unico blocco abitativo, imperniato sulla curt, a cui si aggiungono talvolta altri piccoli edifici, quali i casèj e le ghiacciaie, per la conservazione degli alimenti.
I più importanti alp si trovano lungo la strada acciottolata che dalle "Fonti di Gajum" sale verso la "Colma", lungo il versante destro della Val Ravella, e sono chiamati col numerale secondo la disposizione lungo l'itinerario:
- Primo Alpe (Primm Alp), detto anche Alpe Grasso (Alp Grass) per la sua fertilità, a quota 720 m. L'Alp venne abbandonato negli anni cinquanta dalle famiglie che storicamente vi abitavano, quando la sua area venne inglobata nella Riserva dei Corni di Canzo e venne gestita dal Corpo forestale dello Stato, che organizzò parte del prato sottostante come vivaio di piante. A seguito del trasferimento di competenze al servizio forestale regionale, l'edificio principale venne ristrutturato preservandone i tipici lineamenti architettonici originari, ed è dato in gestione a una cooperativa di educazione ambientale, contiene un piccolo museo naturalistico:[N 30] il "Museo didattico riserva Sasso Malascarpa", con esposti campioni della fauna, geologia, paleontologia e botanica della riserva naturale dell'area, funge da ostello per queste attività educative e per volontari ecologici. Un muro esterno è stato attrezzato come palestra artificiale di arrampicata. Vi è un giardino botanico; da qui parte un sentiero, arricchito da sculture di legno.
- Secondo Alpe (Segùnt Alp), detto anche Alpe Betulli o Alpe del Sole (Alp dal Suu), perché ben esposto al sole, a quota 790 m. Vi nacque san Miro, ma fu abbattuto e abbandonato negli anni cinquanta e vi sono stati condotti degli scavi che hanno permesso di individuare la planimetria degli antichi fabbricati. Quando i lavori saranno completati, verranno allestiti un punto di ritrovo culturale e alcuni campi coltivati a cura delle associazioni canzesi.
- Terz'Alpe (Terz Alp), detto anche Alpe Piotti, a quota 793 m. Si trova alla base della salita per i Corni di Canzo, e all'incrocio con i sentieri (percorribili anche in bicicletta) che collegano la Val Ravella con la Colma e il Cornizzolo. Fino a pochissimo tempo fa vi si proseguiva la tradizione degli alp, era abitato permanentemente tutto l'anno, con un piccolo pascolo di mucche; durante i fine settimana funge da trattoria e punto di ristoro per gli escursionisti.

Alpeggi minori sono l'Alpètt e l'Alp a vòlt ubicati a mezzacosta del monte Cornizzolo, lungo il versante che dà sulla Ravella, abbandonati da tempo e quindi con le parti in muratura in rovina.

#### I Corni di Canzo

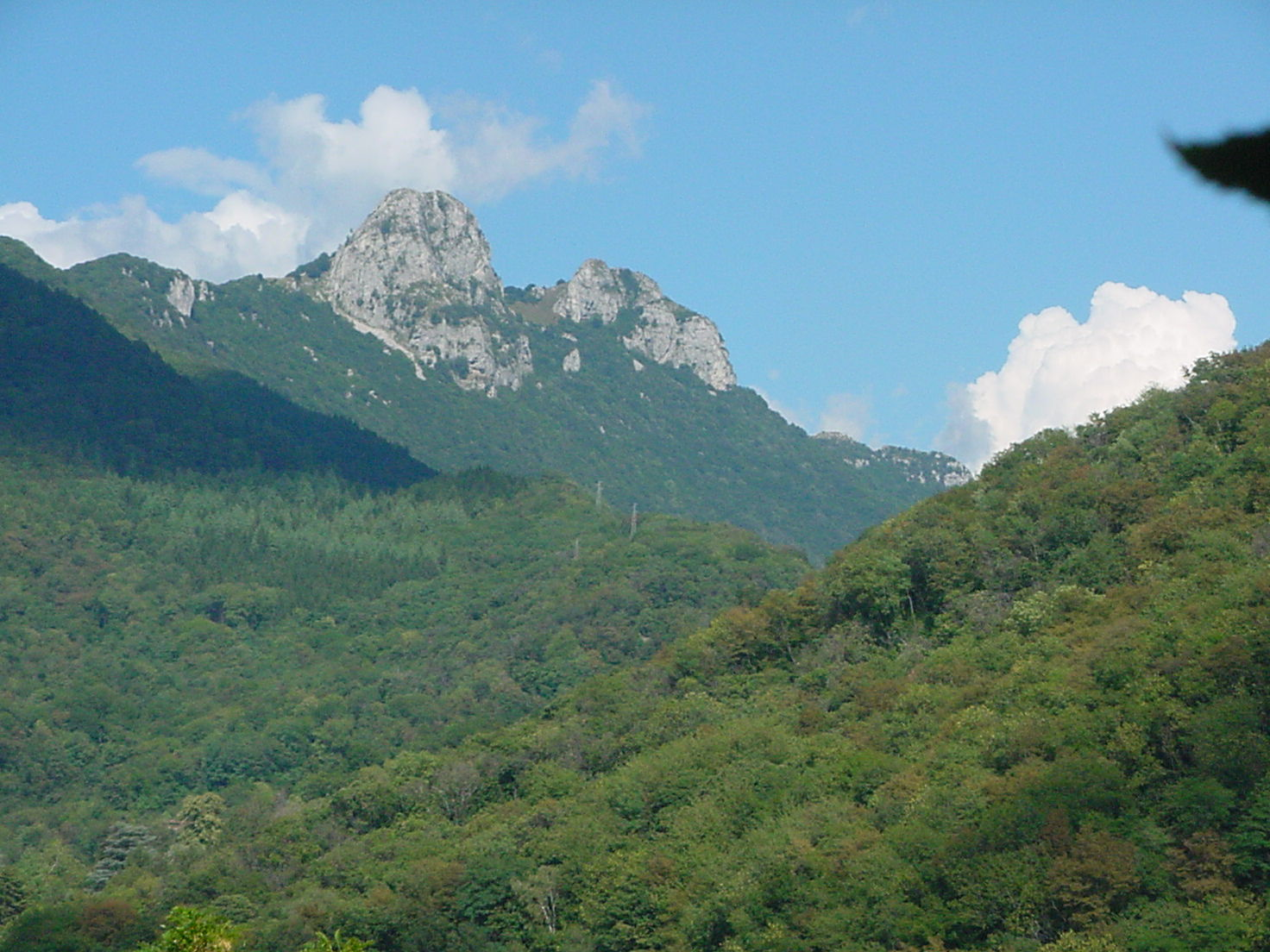
I Corni di Canzo

I Corni di Canzo, in lingua locale Còrni o Curunghèj o Colonghej, sono tre cime rocciose, di cui due sono più visibili (Curunghelùn e Curunghelìn), aventi la forma di corna. Il corno più alto raggiunge i 1371 m s.l.m. Sono meta prediletta degli escursionisti e in alcuni tratti ci sono delle ferrate; è presente il rifugio SEV. Alle pendici dei Corni sono collocati i tre alp maggiori di Canzo. A valle scorre il torrente Ravella.

#### Il Cornizzolo

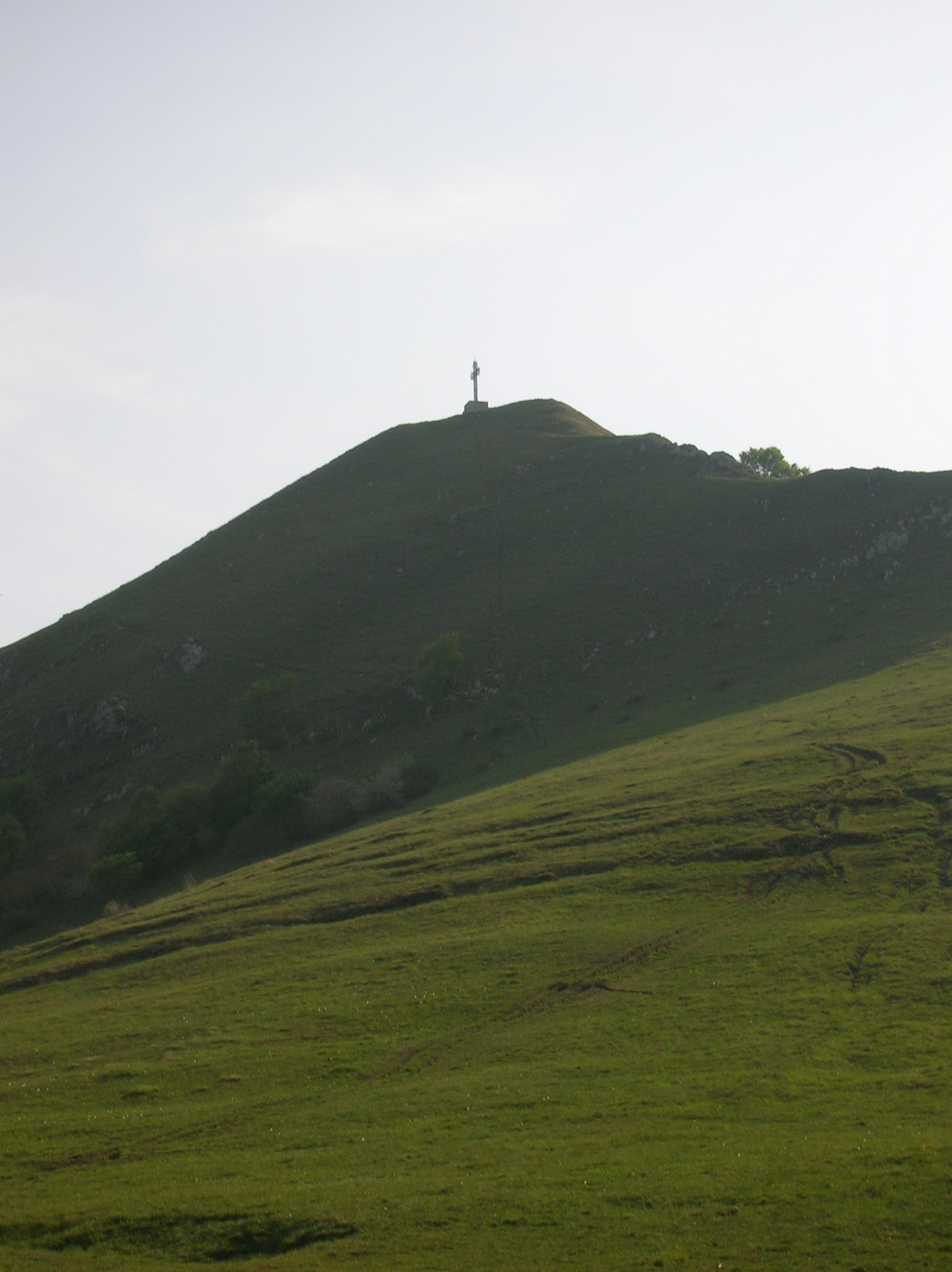
Cima del monte Cornizzolo

Questa montagna, in lingua locale Curnisciöö, alta 1 241 metri s.l.m., è sormontata da una croce, opera dei mastri fabbri di Canzo. A circa 1100 m vi sono il rifugio Marisa Consiglieri e la Cappella degli Alpini. La presenza millenaria di innumerevoli luoghi di culto la rendono montagna sacra. Sono presenti diversi alp su tutti i versanti, mentre sul lato di Civate vi sono edifici rustici chiamati "casotte". Di notevole interesse storico-architettonico è l'Abbazia di San Pietro al Monte e il sottostante Oratorio di San Benedetto, dell'XI secolo in stile romanico. La montagna è molto conosciuta dai ciclisti e dagli appassionati di deltaplano e parapendio.

#### Sentieri e strade montane
Canzo è nota anche per i suoi sentieri di ogni grado di difficoltà, da quelli più semplici, apprezzati da famiglie e scolaresche, a quelli più complessi, adatti ad alpinisti esperti e attrezzati. Tra i principali sentieri, quelli che si dipartono dalle Fonti di Gajum sono numerati e segnalati tramite i cartelli del CAI: il Sentiero 1 conduce a Pianezzo (1 225 m), con rifugio SEV, attraverso 1º, 2º e 3º Alpe, mentre il Sentiero 5 continua sino alla colletta dei Corni di Canzo; il Sentiero 2 conduce al 3º Alpe facendo tappa all'eremo di San Miro; il Sentiero 3 va preso al Lazzaretto, poco distante da Gajum, e conduce al Cornizzolo, con rifugio Consiglieri, passando per la Val di Pesora, mentre il Sentiero 4 fa proseguire fino a Pianezzo; il Sentiero 6 coincide in parte con il sentiero geologico e attraverso San Miro e Alpe Alto può condurre sia al Terz'Alpe sia alla cima del Cornizzolo; il Sentiero 7 è invece il sentiero diretto per il Cornizzolo. Si segnalano inoltre la Via Ferrata del Corno occidentale, il Sentiero dello Spaccasassi, il Sentiero del Repossino, il Senterùn (conduce all'Alpe di Carella), il Sentee di Budracch o Budrachèra (collega Caravaggio al Lago del Segrino attraverso il belvedere e il funtanìn con i gradoni costruiti dagli Alpini), il Sentiero di Scioscia (conduce alla cascina Inarca).
Di interesse sono anche i sentieri che portano al Sasso Malascarpa (formatosi per orogenesi alpina) e ai Campi Solcati (rocce calcaree "solcate" dall'azione della pioggia).
A questi si è aggiunto, nel 2008 e con successivi ampliamenti, il Sentiero "Spirito del bosco". Si tratta di un percorso didattico e creativo semplice e adatto ai bambini, ideato per allenare la sensibilità all'ascolto e all'osservazione. Molto apprezzato dalle famiglie e dai bambini, permette di immaginare di essere in un mondo fatato, grazie alle sculture in legno di personaggi e labirinti, realizzate da un abile intagliatore con materiale del posto. Il percorso, privo di dislivelli eccessivi o di passaggi difficili, inizia presso il Centro di educazione ambientale dell'Ente foreste della Lombardia e termina nei pressi dell'agriturismo del Terz'Alpe.
La via ferrata del Corno occidentale, detta "Venticinquennale", realizzata nel 1972 dal CAI di Canzo, aggiornata nel 2008 e regolarmente manutenuta, è una delle ferrate più attraenti e interessanti per escursionisti esperti e pratici di percorsi attrezzati. L'attacco della ferrata, nei pressi della Colma di Pianezzo e segnalato da una targa commemorativa, è raggiungibile dal rifugio Terz'Alpe in direzione nord. La via, che vede la presenza di una catena moschettonabile, un cavo inguainato e, nei punti di maggior difficoltà, alcuni pioli, conduce, attraverso placchette, roccette, cenge, traversate e alcuni piccoli strapiombi, alla croce, dove è possibile ammirare un panorama notevole, comprendente il lago di Como, il monte Rosa, le Orobie e gli Appennini, che dà la sensazione di essere saliti su una montagna molto più alta. In alcuni punti strategici sono presenti appoggi scavati e appoggi naturali resinati alla parete.
Tra le aree di arrampicata presenti a Canzo, si segnala nell'ambiente degli scalatori la cosiddetta falesia di Gajum, sopra all'Eremo di San Miro, che raggiunge difficoltà 8c+. È caratterizzata in particolare da un altissimo numero di itinerari di massima difficoltà (≥8a) e da un'ampia presenza di strapiombi da scalata atletica, oltre che dalla qualità della chiodatura e da ottime condizioni climatiche.

#### Parco Barni

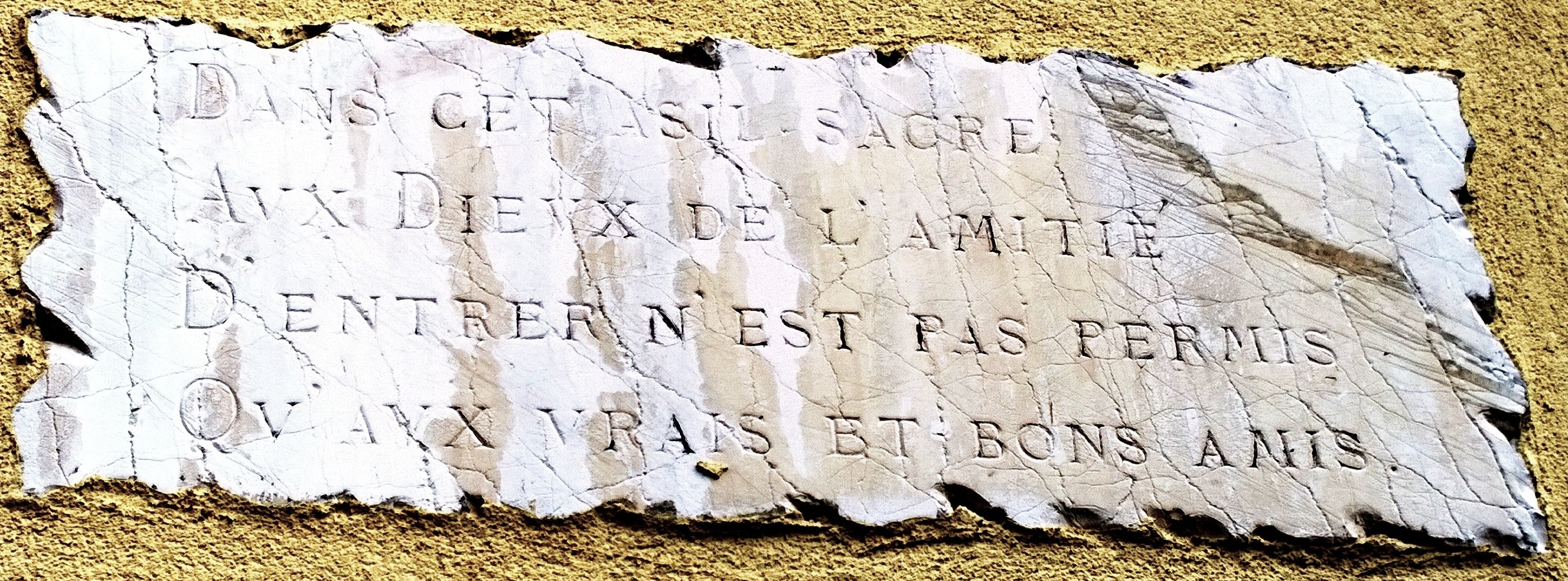
Lapide in Villa Barni riportante il motto della Società del Giardino.

Adiacente alla villa patrizia un tempo abitazione dei conti Barni, bene culturale di interesse nazionale, si trova il relativo giardino storico, acquistato dal Comune nel secondo dopoguerra e adibito a parco pubblico. In esso permangono le caratteristiche del giardino padronale: la presenza di una torretta con belvedere, le tracce di due fontane, gli alberi secolari ed esotici, la serra ottocentesca adibita a luogo per mostre. Secondo il censimento del Gruppo Naturalistico della Brianza, i più di 300 alberi del parco appartengono a 43 specie diverse, tra cui cinque ibridi di varie specie di cedro. Il lago artificiale, usato dalla famiglia Barni per la pesca sportiva, è stato trasformato in un'arena di meditazione. Un piccolo viottolo seminascosto collega il parco con l'ingresso del Teatro Sociale, mentre al centro del parco sono state aggiunte strutture moderne, ossia un palco coperto per eventi e un'area giochi. Uno degli ingressi del parco si trova di fronte alla prima delle due stazioni ferroviarie di Canzo, quella che serve il centro storico del paese.

## Società
(Jean-Marie Roland,  Lettres écrites de Suisse, d’Italie, de Sicile et de Malthe, 1780)

### Evoluzione demografica
Abitanti censiti

Altri rilevamenti demografici completano il quadro della popolazione sia prima sia dopo l'Unità d'Italia:
- 1 050 abitanti nel 1751[17]
- 1 387 abitanti nel 1771[71]
- 1 566 abitanti nel 1790[72]
- 1 465 abitanti nel 1805[25]
- 2 676 abitanti nel 1809 dopo annessione di Castelmarte, Proserpio, e temporaneamente Caslino e Scarenna[25]
- 1 786 abitanti nel 1853[73]
- 1 820 abitanti nel 1855[74]
- 2 108 abitanti[N 32] nel 1857[74]
- 2 083 abitanti[N 33] nel 1862[74]

Il decremento della popolazione a cavallo di fine secolo XIX e inizio secolo XX può essere attribuito a emigrazione, per esempio tabelle del periodo riportano una emigrazione di 24 persone nel 1904 e 43 persone nel 1905. L'incremento demografico a partire dagli anni cinquanta, che ha sfiorato il raddoppio della popolazione in 50 anni, è riconducibile agli effetti di una natalità sempre elevata, alla netta riduzione della mortalità infantile, all'aumento della speranza di vita e dall'altra parte da un costante fenomeno immigratorio verso Canzo.
Se negli anni cinquanta e sessanta il flusso migratorio fu indotto dal boom economico con la conseguente richiesta di manodopera dal Mezzogiorno, successivamente lo sviluppo urbanistico, generando un incremento nell'offerta abitativa, ha attirato molti nativi brianzoli, meneghini e valassinesi. A partire dall'ultimo decennio del secolo scorso, anche Canzo è stata interessata dal fenomeno dell'immigrazione da Paesi più poveri, in parte stimolata dalla richiesta, da parte delle piccole industrie locali, di manodopera a basso costo e non qualificata.

### Lingue e dialetti
Il dialetto canzese è un dialetto occidentale della lingua lombarda, ed è per questo avvicinabile ad altri dialetti della Brianza, al Milanese e al Comasco.
Nel canzese, invece della nasalizzazione vocalica del milanese, si presenta la nasale velare (ad esempio [kăŋ] anziché [kã] per "cane"); sempre in confronto al milanese, i suoni consonantici tenuti sono vietati in parola, con l'eccezione della zeta sorda intervocalica; è assente il suono intermedio z~s (si conserva la z originaria); le consonanti finali sono sempre inequivocabilmente sorde (ad esempio giaalt anziché giald); la v è sempre di suono molto debole; si presentano inoltre, rare volte, suoni intermedi a~è, a~o, i~ü, é~i, ó~u; molto spesso, le sillabe chiuse da elle e rette dalla vocale a cambiano quest'ultima in ò, che atonica si riduce a u; sono notevoli i fenomeni di assimilazione o adattamento, dati dall'incontro di due parole. Rispetto agli altri dialetti brianzoli, ha una più ampia varietà di registri, da quelli più legati alla vita contadina a quelli più sofisticati. Il lessico è in parte comune agli altri dialetti brianzoli e in parte originale; rispetto al milanese moderno, conserva maggiormente il lessico arcaico ed è meno contaminato dall'italiano.
Nell'Atlante linguistico ed etnografico dell'Italia e della Svizzera meridionale (AIS) delle Università di Berna e Zurigo (1928-1940) e nel Vivaio acustico delle lingue e dei dialetti d'Italia (VivALDI) dell'Università di Berlino (1998-2018) Canzo è stata scelta come unico punto di tracciamento linguistico di un'area molto vasta, comprendente non solo l'intera macro-Brianza, ma anche le intere province di Como e Milano (se si eccettua l'isola linguistica bustocco-legnanese). Effettivamente Canzo presenta caratteristiche di conservatività e genuinità altrimenti assenti in quest'area geografica, storicamente molto innovante. Per questo si può dire che il dialetto canzese, pur preservando, in alcuni suoi registri, dei peculiari tratti locali, è la varietà di riferimento per uno studio degli elementi più arcaici della variante più prestigiosa della lingua lombarda.

### Religione
L'identità del borgo e della comunità di Canzo è stata plasmata in modo determinante dalla tradizione ecclesiale cattolica ambrosiana. La popolazione celtica del luogo abbracciò convintamente il cristianesimo molto presto, al punto da poter esprimere un vescovo (Amanzio) già nel V secolo. La vita di san Miro, eremita e pellegrino del XIII secolo, ha lasciato una forte eredità spirituale, sia nei luoghi di silenzio a lui legati, meta di visite ristoratrici, sia con la sua sintesi ecologica, che tanto ha segnato la storia e la sensibilità del borgo. La sua figura riscuote grande interesse anche da parte di persone non cristiane o in ricerca di spiritualità.

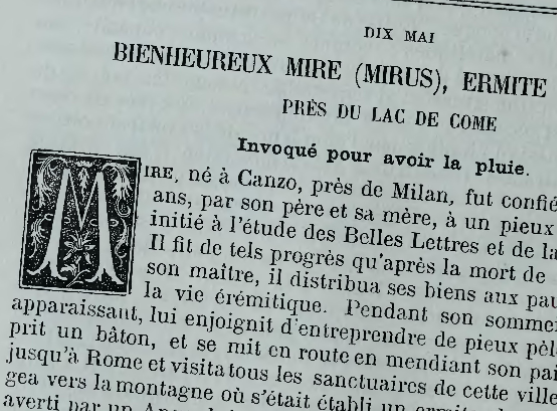
Louis du Broc de Segange, Les saints patrons des corporations et protecteurs spécialement invoqués dans les maladies et dans les circonstances critiques de la vie, Bloud & Barral, Parigi, 1886

La storia di Canzo è stata contrassegnata da una presenza molto abbondante di religiosi e consacrati. Oltre alle figure del parroco, del prevosto emerito, dei sacerdoti coadiutori, si sono succedute e sovrapposte a Canzo diverse forme di vita religiosa maschile e femminile: eremitismo presso l'Eremo di san Miro, francescanesimo conventuale e successivamente Monaci Ambrosiani presso la chiesa di San Mirètt, suore di Maria Bambina (all'origine della fondazione dell'asilo e dell'oratorio femminile) e suore Serve di Gesù Cristo.
La parrocchia di Canzo ricevette il titolo prepositurale il 21 aprile 1899 da papa Leone XIII, con il privilegio per il parroco di ricevere il titolo di monsignore dopo cinque anni di permanenza; nel 1906 il card. Andrea Carlo Ferrari istituì poi il vicariato foraneo di Canzo (1906-1971), comprendente le parrocchie di Caslino d'Erba, Castelmarte, Corneno, Galliano, Longone e Proserpio, andando a confermare uno status di pieve de facto esistente sin dalla costituzione della Corte di Casale. Attualmente Canzo è legata ad Asso e alla sua valle in un unico decanato dell'Arcidiocesi di Milano (Zona Pastorale III – Lecco), di cui è la comunità di gran lunga più popolosa. Si segue il rito ambrosiano.
Alcuni parroci hanno confortato eroicamente la popolazione in tempi difficili, come don Giacomo Minetti, ricordato anche da Ignazio Cantù come «benefattore dell'umanità» in occasione dell'epidemia di colera del 1836, o come don Alessandro Pozzoli, menzionato sulla lapide dei combattenti della Resistenza fucilati poco prima della Liberazione.

### Tradizioni e folclore
(proverbio)
Gli abitanti di Canzo sono soprannominati dalla tradizione popolare matèj, cioè “mattacchioni”, per la loro ilarità. Il loro carattere proverbialmente affettuoso e gioviale è attestato da varie fonti, come il ministro francese Jean-Marie Roland o il seguente passaggio del giurista Stefano Arcellazzi:
La sapienza popolare del luogo è stata fatta oggetto di numerose indagini etnologiche, soprattutto per quanto riguarda i mestieri – alcuni dei quali caratteristici, come l'arte norcina e la produzione di salumi, l'arte carbonaia, la lavorazione del ferro la produzione di forbici, l'allevamento dei bachi da seta. La cultura contadina si estende anche, a causa delle caratteristiche geografiche, a una lunga esperienza nella valutazione delle caratteristiche specifiche delle acque delle numerose sorgenti del paese, dei diversi terreni e delle condizioni stagionali e meteorologiche.
L'usanza canzese più appariscente è la celebrazione annuale della Giubiana, sentita dalla popolazione come un evento di rafforzamento della coesione identitaria e che vede la partecipazione di tutte le categorie anagrafiche, tingendo della sua atmosfera anche i giorni in attesa della festa. La modalità rituale della Giubiana da Canz è piuttosto densa e complessa, dal momento che la tradizione orale del paese ha trasmesso – oltre al falò, usuale anche in altre località – simbologie che legano i luoghi del paese a personaggi mitici – che si riversano in elementi di drammaturgia allegorica –, i quali a loro volta rappresentano valori morali o elementi del reale, come la dimensione contemplativa della vita (Anguana) e il rapporto razionalità-irrazionalità (Òmm Selvadech, Urzu, Casciadùr...). Fino agli anni settanta era in vigore anche un altro momento collettivo, che avveniva nel mese di marzo: la narcisada, ossia la raccolta dei narcisi, particolarmente abbondanti nella vall da Pésura, per opera soprattutto dei bambini, che allietavano così anche l'arrivo dei primi villeggianti della stagione primaverile.

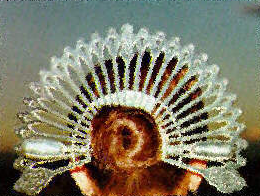
La raggiera femminile, chiamata anche Guazze con gügiùn, spadinn e cügiaritt

La cultura musicale e di danza è stata interpretata dal gruppo folcloristico Fitt-fucc, fondato nel 1930, inizialmente composto da soli uomini suonatori di firlinfeu (variante brianzola del flauto di Pan) e dagli anni sessanta caratterizzato anche dalla presenza di ragazze come voci e come interpreti di danze popolari dell'area, tra cui il caratteristico saltarèll. Elemento più caratteristico del costume tipico è la raggiera con l'aggiunta di spadinn (spadine traforate) per le donne sposate, di soli cügiaritt (spilloni a paletta) per le ragazze fidanzate e solo due pomi ovali per quelle non ancora impegnate. I colori dell'abito tradizionale sono, sia per gli uomini sia per le donne, bianco, marrone e rosso. Diverso è il costume tipico dell'alpée, l'abitatore degli Alp di Canzo, appartenente nella maggioranza dei casi a un unico clan, la cui origine sembra debba essere fatta risalire a un insediamento tattico di popolazioni alemanne. Esso, oltre a una variante dialettale propria, aveva infatti anche un proprio abbigliamento, caratterizzato da un gilet rigorosamente nero, che indossava soprattutto quando scendeva le domeniche in paese per vendere il burro.
Giubiana da Canz
(dalla Sentenza del Processo alla Giubiana, trascritta in grafia milanese classica)
La Giubiana da Canz è una festa tradizionale, celebrata l'ultimo giovedì di gennaio, in cui si stratificano elementi celtici pre-cristiani e cristiani medioevali. Essa si scandisce in tre momenti, che si articolano processionalmente nel centro storico durante la serata, ossia 1. il dramma allegorico, 2. il processo in lingua locale e 3. il falò, mentre altrove in Brianza è in vigore soltanto quest'ultimo. Si tratta di una serata carica di suggestioni, con addobbi, musiche e abiti tradizionali. Molti personaggi simbolici si susseguono: la fata acquatica Anguana, l'Òmm Selvadech (uomo selvatico), l'Urzu (orso), simbolo della forza istintiva che deve essere domata, e il Casciadùr (cacciatore), che lo doma e lo fa ballare, i bun e i gramm (bambini vestiti e tinti in volto rispettivamente di bianco e di nero, che suonano campanelli e percuotono pentolame), e molti altri.
Il processo in canzese con la sentenza dei Regiuu, ovvero gli anziani autorevoli del paese, che – dopo aver ascoltato testimoni a favore e contro – sentenzia la condanna dei mali dell'inverno e dell'anno trascorso impersonificati dalla vecchia Giubiana, è seguito dal falò, dopo il quale la tradizione vuole che si consumino comunitariamente risotto con la lugànega (salsiccia) e vin brulé. Il significato della manifestazione è quello di un rito collettivo che consiste principalmente nella coesione conviviale della comunità attorno a un simbolo benaugurante, il fuoco, nella pubblica denuncia dei mali passati e nella meditazione morale.
Altro
Nel periodo natalizio, i suonatori girovaghi di pive, baghèt e pifferi sono accompagnati dal cafè dal pügnatìn (un tipico caffè speziato) e dalla distribuzione dei ceppi di Natale, mentre alcune associazioni (Alpini, Cumpagnia di Nost, Cacciatori) organizzano convivi a base di trippa in minestrone (büsechìn da la vigilia). Particolare la messa natalizia in aurora (Mèssa Prima), con la lettura del Vangelo in canzese. Il giorno successivo (santo Stefano) è la festa patronale: all'inizio della celebrazione viene dato fuoco, secondo una tradizione risalente almeno all'XI secolo, a un pallone di bambagia appeso al soffitto della chiesa. Lo stesso periodo dell'anno vede la presenza di fiera, giostre e circo.
In vari periodi dell'anno si presentano alcuni festeggiamenti tradizionali quali il Cargà i alp (attorno al 1º maggio) o la Festa di Òman (attorno al 1º agosto), mentre in autunno si svolgono diverse castagnate, tra cui quella “degli Alpini” riscuote il maggior afflusso di frequentatori. Il turismo a Canzo è ben sviluppato, sia nella modalità della presenza stagionale nelle seconde case, sia nelle escursioni giornaliere (grazie soprattutto alla facilità di trasporto ferroviario da e per Milano), sia tramite strutture ricettive quali alberghi e B&B. Presso il Teatro Sociale è attiva una regolare stagione teatrale, mentre l'estate vede il moltiplicarsi di festival culturali, fiere, concerti, cabaret ed eventi turistici all'aperto. Ogni anno viene consegnato il “Premio san Miro” a un cittadino meritevole.

### Qualità della vita
Nel 2014 Canzo è risultata al 7º posto fra i comuni italiani come qualità di vita sotto il profilo delle attività personali, al 12º posto sotto il profilo della partecipazione alla vita politica e al 13º secondo l'indice di sicurezza. Nello stesso contesto risultò l'unico comune della provincia di Como - insieme con Appiano Gentile - ad apparire nella lista dei 100 borghi più felici d'Italia (classifica generale). Incrociando i dati, emerge inoltre che Canzo è il miglior borgo montano d'Italia quanto a coinvolgimento nella vita civile e amministrativa, e al tempo stesso il più adatto per gli hobby legati alla montagna.
Canzo fa parte della triade dei borghi della montagna lombarda dove la qualità della vita è più alta. Gli altri due componenti della triade sono Iseo (sull'omonimo lago) e Colico (collocato allo sbocco dell'Adda superiore nel lago di Como). Nel calcolo (Sole24Ore 2014) si è tenuto conto di diversi parametri: condizioni di vita materiali, istruzione e cultura, partecipazione alla vita politica, rapporti sociali, dell'indice di sicurezza, della cura dell'ambiente, del livello di attività personali e del parametro salute.

## Cultura

### Istruzione
Nel paese sono presenti tre scuole: la Scuola dell'Infanzia "Arcellazzi", la Scuola Primaria "Guglielmo Marconi" e la Scuola Secondaria di Primo Grado "Filippo Turati". In un'ala di Villa Meda ha sede la biblioteca comunale, in funzione dalla fine dell'Ottocento.

#### Musei
L'intero territorio di Canzo fa parte del museo diffuso Ecomuseo del distretto dei monti e dei laghi briantei, avviato nel 2002 e riconosciuto dalla Regione Lombardia con D.G.R. n. 354 del 4 luglio 2013. In particolare, sono siti museali a cielo aperto la Val Ravella con il sentiero geologico Giorgio Achermann, la riserva della Mascherpa e il monte Cornizzolo, la cui pregiata croce in ferro battuto, visibile anche da lontano, è opera dei maestri ferraioli di Canzo, mentre nel patrimonio immateriale dell'ecomuseo sono annoverati Nocciolini e Vespetrò e l'evento annuale della Giubiana.
Periodicamente Canzo ospita numerose mostre di fotografia, arti figurative e mestieri, organizzate dall'Assessorato alla Cultura e da varie associazioni culturali presso numerose sedi storiche. Inoltre, nella comunale Villa Meda sono presenti una Mostra permanente di pittura, grafica e scultura e una Esposizione di reperti etnografici extraeuropei, mentre presso il Primm Alp ha sede il museo naturalistico Museo didattico riserva Sasso Malascarpa, con campioni di flora e fauna e un giardino botanico.
L'Archivio Fotografico Canzo, nato nel 2011, ha lo scopo di raccogliere e conservare la memoria storico-fotografica del paese e di servire da supporto per associazioni e iniziative culturali del borgo.

### Musica
Hanno sede a Canzo il Coro Alpini di Canzo, di alto livello artistico, e i Segrino Singers. Dal Centro Musicale Canzo, onlus presso la quale si tengono corsi di vari strumenti, è nata la J&B Wind Band, un gruppo bandistico giovanile specializzato in jazz, in collaborazione con Paolo Tomelleri. Altre associazioni musicali sono il coro-orchestra Mº Carlo & Maria Colombo, la Corale parrocchiale e il coretto Santo Stefano.
Molto sentito è il canto popolare, che si esprime nelle tradizionali forme lombarde; è tendenzialmente polifonico, con testi in lombardo, italiano o in altre lingue; la voce può essere accompagnata da strumenti quali la fisarmonica. Un'altra forma musicale tipica di queste zone è il canto ambrosiano, utilizzato in alcune solennità, monodico (cfr. Cantus Firmus) e basato su diatonia e antifonia. Nel canto alpino e in altri canti tipici, vi è la prevalenza assoluta dell'a cappella.

### Cucina

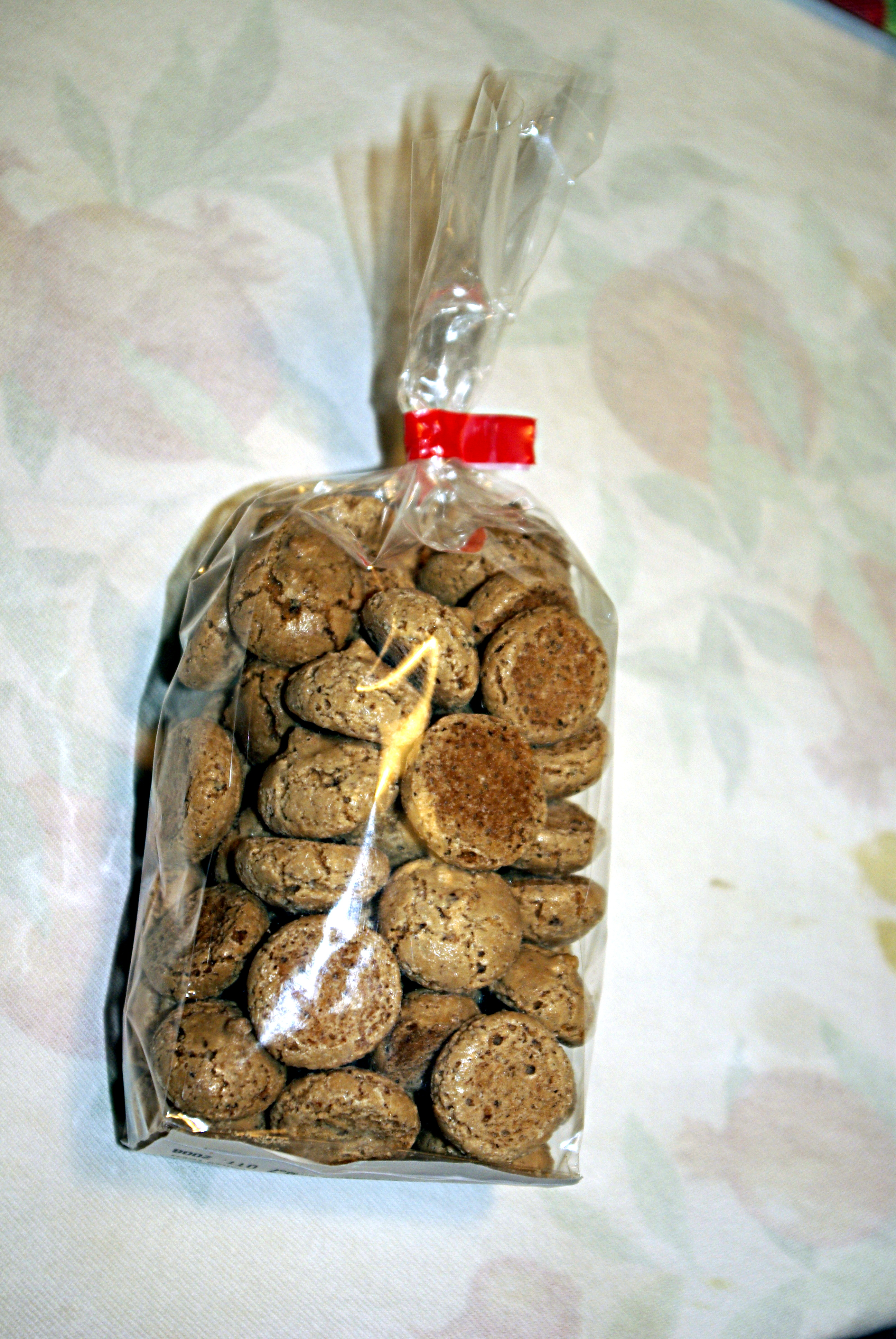
Sacchetto dei Nocciolini di Canzo

- Nocciolini di Canzo: piccoli dolci simili all'amaretto secco, a base di farina di nocciole, con l'aggiunta di albumi montati, zucchero e aromi particolari, in vendita in alcune pasticcerie del paese. La produzione più celebre è quella Citterio[N 58], della cosiddetta "Fabbrica dei Nocciolini". Sono riconosciuti come prodotto agroalimentare tradizionale dalla Regione Lombardia.
- Vespetrò: liquore a ricetta segreta, di origine savoiarda, brevettato dal canzese Scannagatta. È stato prodotto fino agli anni sessanta-settanta, venduto in tipiche bottiglie strette e allungate. La produzione di questo liquore (con coriandolo e altre erbe), diffuso e rinomato in passato, trova testimonianza nelle guide Baedeker di inizio Ottocento, che lo indicano come soggetto di rilevanza per il paese; è ricominciata la sua produzione.
- Pulénta e lacc: polenta bollente in latte freddo, preparata specialmente presso gli alp e i rifugi. La polenta tipica della zona è gialla e solida.
- Témpia cui sciger: tempia di maiale con i ceci, cucinata un tempo in tutte le botteghe del paese in occasione del Dì di Mòrt (Commemorazione dei Defunti).
- Funghi trifolati: tipica di Canzo secondo il manuale Vecchia Brianza in cucina[93].
- Tordi arrosto, Uccellini con la polenta e Poccen de salsa e fonsg secch (intingolo di salsa di pomodoro e funghi secchi): sempre secondo il manuale citato.
- Coq-au-vin e Boeuf-à-la-mode (stracotto di manzo): ricette portate a Canzo da Stendhal.

## Geografia antropica

### Urbanistica
(Cesare Cantù, Storia di Como, 1859)
Le montagne fanno da corona al paese; i quattro punti cardinali corrispondono a quattro acque e a quattro venti: la sorgente del torrente Ravella e l'Ariasc di Alp a est, il lago del Segrino e la Bréva dal Segrin a sud, il fiume Lambro e la Bréva da Caslin a ovest, la cascata della Vallategna e il Véent dal San Prim a nord.
Inizialmente il paese si sviluppò lungo il versante destro del torrente Ravella, più elevato rispetto al versante sinistro, e quindi meno a rischio di essere alluvionato dalle piene del torrente; al contempo i terreni pianeggianti, più favorevoli a un utilizzo agricolo venivano preservati come tali. In seguito l'incremento della popolazione portò a estendere le zone abitative riducendo via via la superficie dei terreni agricoli. A partire dal XIX secolo vennero inoltre costruite ville eleganti per la villeggiatura, spesso con vasti giardini e parchi annessi. A partire dalla metà del XX secolo sono sorti nuovi quartieri residenziali, modificando totalmente l'urbanistica del paese, con un forte sviluppo edilizio verso la piana alluvionale del torrente Ravella e la sua confluenza con il fiume Lambro.
Il centro storico è composto da ampi cortili, detti cuurt, e da "contrade", vie e vicoli, in passato pavimentate con acciottolato, spesso sostituito dal porfido. Nelle facciate degli edifici del centro, sono frequenti delle strisce decorative nella parte alta (come pure in molte ville) e tinteggiature di ocra gialla.

### Suddivisioni storiche
Il centro storico è divisibile in cinque aree.
- L'area centrale è – salva la prima collocazione, preistorica, del paese, vicino al Lago del Segrino – il centro più antico del borgo, che dall'attuale via Meda (Mèzz Cânz) si dirama in quattro direzioni fondamentali: l'area dei vicoli di quello che dovette essere il vecchio castello (Turèta e Pretòri); la Cuntrada dal Murnerìn, che ricorda questa figura storico-leggendaria, ispiratrice del manzoniano Renzo; il budello strettissimo di collegamento con la piazza di santo Stefano (La stréncia); e la via tortuosa che si dirige verso il ponte della Ravella (la Cuntrada da San Mirètt).
- Quella settentrionale comprende tre antiche contrade (Cuntrada da Casàrch, Cuntrada da Sumbìch, Cuntrada da Lünaa, etimologicamente comparabili con altri centri lombardi[N 60]) unite da un quadrivio, un tempo molto vivace, che porta il nome di Portacinés, forse a ricordo della milanese Porta Ticinese; punto di riferimento religioso di tutta l'area è l'antica cappella della Madonna del Ceppo, in Casàrch, all'ombra dell'antica Torre.
- L'area occidentale del centro storico, che comprende i toponimi Piaza, Via Granda, Via di Giüdée,  Cuntrada dal Cuèrc, – ad eccezione di quest'ultimo (Cuèrc), un tempo porticato delle adunanze comunali dei capifuoco[94] – era considerata fino al medioevo un'area periferica, in cui aveva luogo anche un'antica chiesa di rito cartaginese; oggi l'area è sede del municipio e di iconici locali recettivi.
- L'area orientale del centro storico, chiamata collettivamente Bergamasca in quanto al di là del torrente Ravella, che comprende anche il toponimo Piazeta (davanti alla seconda chiesa del paese) giunge, in quanto a case antiche, fino alla Curt di Sant, mentre l'ultima propaggine di vita e di fede era data dalla presenza – tuttora presente in forme nuove – di una cappella dedicata fin da tempi remoti alla Madonna apparsa a Caravaggio, che dà il nome a tutta la cuntrada (Caravazz).

Vi sono poi località oggi popolate ma un tempo non o scarsamente abitate benché già dotate di toponimo, quelli che un tempo, insieme alle aree del centro storico, venivano definiti cantùn, ossia punti di riferimento antropico-simbolici nella suddivisione del territorio afferente al paese.
- Làmbar è la zona più ad ovest del paese, un tempo importante per i coltivi pianeggianti oltre il Lambro, oggi è abitata, in alternanza con officine, soprattutto nella sua zona meridionale, allo zigzagante confine con il territorio comunale di Castelmarte; vi è compresa l'area all'ombra del promontorio Cèpp da Nèpi.
- Nuèll era un esteso campo nei pressi dell'attuale Scuola secondaria di secondo grado F. Turati, confinante con la zona di Mirabèll; comprende gran parte dell'attuale via Vittorio Veneto, zona popolatasi di villette soprattutto neoclassiche, e luogo in cui ha sede la Comunità montana del Triangolo lariano; nella sua propaggine meridionale si trova lo Stadio.
- I Quarantitt era l'espressione con cui si indicava, in ragione dei suoi proprietari storici, un ampio terreno coltivato e abitato nei pressi dell'attuale Stazione di Canzo; le prime vie ad essere dedicate oltre il passaggio a livello furono intitolate a recenti illustratori del paese: Giacomo Minetti, il poeta Vicini, il pittore Carlo Gerosa, i benefattori Carcano e Arcellazzi.
- Ruasée è il toponimo indicante quello che era un coltivo misto, circondato dai boschi del Grimèll (poi Villa Magni-Rizzoli) a nord e dai gelsi della Murunèra a sud; posto poco al di sotto della discesa dal centro paese, è oggi sede di condomini provenienti dalla parte settentrionale del lotto Fàbrica e circondato da servizi quali l'ufficio postale e negozi di vario genere.
- Cà russa è il toponimo più antico dell'area su cui all'incirca sarebbe sorta la grande Filanda Verza, inquadrata, insieme all'attuale Stazione Canzo-Asso e alle vie oltre la ferrovia, nella più ampia zona Tèra russa. Oggi attorno alla piazza e al centro commerciale gravita un'area che si estende su parte di via Verza e di via Laguccio. Nei pressi, la Cascata della Vallategna.
- Veronica era un'area conosciuta per la produzione di buon vino[95]; la parte alta è ancora oggi composta da gradoni a secco dove si stendevano i vitigni e da cui si dipartono importanti sentieri (per Crann e Repussìn); molto popoloso è l'attiguo complesso abitato “Gardenia”; a valle si trovano il Cimitero e l'area detta del Lagüsc.
- La Scalinada da sant'Ana ha alla base un'edicola alla Madonna Assunta e giunge nei pressi della Torre di Canzo, per poi proseguire in piano fino alla località Valicc (sovrastata da Castèll) dove si trova un'antica cappella che dà il nome alla scalinata, percorsa un tempo dalle donne incinte per affrettare il parto. Punto di vista privilegiato della skyline canzese, l'area comprende prati e campi sportivi.
- Maj, comprendente soprattutto l'area delle attuali via Adda e Monte Rai, era un tempo sede del maglio ad acqua utilizzato per la battitura del ferro; oggi quartiere residenziale in posizione elevata, dominante sulle antiche contrade, prelude all'area turistica di Gajum, da cui si dipartono i sentieri per gli Alp, per San Miro al Monte, e a quella del Lazzaretto, con sovrastante cappella di san Michele.
- Campasc fu il baricentro della necropoli preistorica di Canzo, che si estendeva dalle rive del Segrino (tre tombe eneolitiche) fin quasi a quelle del torrente Ravella (Tump). Oggi è il centro del lungo rettilineo della provinciale via Volta, una delle due arterie di ingresso al paese, a vocazione prevalentemente residenziale, è anche sede di due storiche industrie ormai dismesse, rappresentative delle antiche attività lavorative del paese: la norcineria e la metallurgia.
- Punt da Gerètt è l'antico ponte d'ingresso al paese[96], da cui oggi si dipartono tre importanti arterie del paese: via Brusa, via Parini e parte di via Volta. Vi si trovano l'ingresso storico del Parco di Villa Barni, la facciata del Teatro Sociale, il parco di Villa Conti‑Ponti con l'edicola del Crocifisso, la Scuola dell'infanzia e la Scuola primaria.
- Zòcch dal Beta è l'antico nome dell'attuale confluenza delle vie Brusa, Porroni e Grandi e vie limitrofe; un tempo nei paraggi si trovavano la Cà dal pess e la Cà dal livèll, oggi si trovano condomini e villette di varie tipologie e l'avvio a due sentieri per Proserpio; i dedicatari delle vie sono due imprenditori e benefattori e un politico e sindacalista cattolico.
- Parisùn a vòlt, oggi quasi un'isola tra le vie Grossi, Matteotti e Don Minzoni, delimitata dal torrente a ovest – su cui passa una passerella pedonale – e dalla ferrovia ad est, era nel passato l'estremo settentrionale del più grande appezzamento agricolo di Canzo; oggi densamente popolato, ospita i palazzi più alti del paese, tra cui la cosiddetta Casa delle maestre[97].
- Parisùn a bass, con vie principali le vie Plinio, Bosisio e Puecher, è la parte più meridionale e più estesa del detto appezzamento, ha come punti di ritrovo l'area verde del Condominio Parisone e la Cappelletta del Sinite parvulos; zona da cui si può apprezzare un'eccellente visuale dei Corni, è costellata di grandi campi sportivi, tra cui quello, più periferico, di atletica.

## Infrastrutture e trasporti

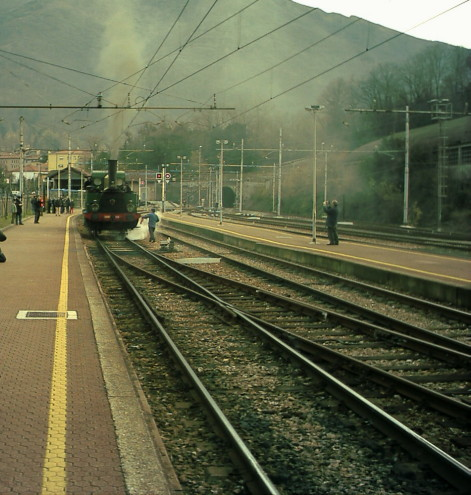
La stazione maggiore di Canzo all'arrivo di un treno storico

### Strade
Le strade principali sono la strada provinciale 41 verso la Valassina (Strada di Niguarda) e la provinciale 40 (Arosio - Canzo) verso la Brianza meridionale attraverso Erba.

### Ferrovie
Il paese è punto terminale della linea ferroviaria di proprietà regionale Milano-Asso, gestita dal Gruppo FNM.
Nel territorio comunale sorgono due stazioni della ferrovia Milano-Asso: quella di Canzo e quella di Canzo-Asso, che serve anche il comune di Asso.
Entrambe entrarono in funzione all'inaugurazione della linea il 15 giugno 1922.

### Mobilità urbana
I servizi di trasporto pubblico sono completati da linee dirette di autobus per Como, Erba, Bellagio, oltre a numerose linee indirette.

## Amministrazione
| Periodo        | Periodo        | Primo cittadino      | Partito                             | Carica               | Note   |
| -------------- | -------------- | -------------------- | ----------------------------------- | -------------------- | ------ |
| 23 aprile 1995 | 13 giugno 1999 | Alessandro Pontiggia | lista civica di centro-sinistra     | Sindaco              | [ 99 ] |
| 13 giugno 1999 | 13 giugno 2004 | Alessandro Pontiggia | lista civica di centro-sinistra     | Sindaco              | [ 99 ] |
| 13 giugno 2004 | 7 giugno 2009  | Silvia Tresoldi      | lista civica di centro-sinistra     | Sindaco              | [ 99 ] |
| 7 giugno 2009  | 25 maggio 2014 | Fabrizio Turba       | Il Popolo della Libertà e Lega Nord | Sindaco              | [ 99 ] |
| 25 maggio 2014 | 21 giugno 2018 | Fabrizio Turba       | Lega Nord e civiche                 | Sindaco              | [ 99 ] |
| 21 giugno 2018 | 26 maggio 2019 | Giulio Nava          | Lega Nord e civiche                 | vicesindaco reggente | [ 99 ] |
| 26 maggio 2019 | 9 giugno 2024  | Giulio Nava          | lista civica Giulio Nava sindaco    | Sindaco              | [ 99 ] |
| 9 giugno 2024  | in carica      | Giulio Nava          | lista civica Giulio Nava sindaco    | Sindaco              | [ 99 ] |

Dal 4 gennaio 2020 è gemellata con Scilla.

## Sport
Tra le numerose associazioni sportive, merita una particolare menzione il Moto Club Canzo, esistente dagli anni '50 e rifondato nel 1975, la più prestigiosa istituzione di trial in Italia e unica ad aver conseguito il titolo mondiale, nel 1992. Squadra pionieristica della disciplina, nel 1981 contava già ben 22 piloti professionisti. Questo club nel 1984 propose nelle sedi nazionali e internazionali la formula del Trial delle Nazioni, tuttora evento più significativo a livello mondiale del trial a squadre, che venne quindi convocato per la prima volta nel 1985 e si tenne sui monti del Triangolo lariano, sotto l'organizzazione del Club canzese. Nel 1988 si tenne a Canzo anche il Campionato mondiale. Dal 1995 il Moto Club Canzo organizza l'Old Trial Cup, che richiama piloti da tutta Europa. Tra i piloti storici del Moto Club Canzo si annoverano grandi nomi come Tommi Ahvala, Xavier Miquel, Donato Miglio, Sergio Canobbio e Fulvio Adamoli.
Dal 1962 al 1972 Canzo fu la sede del centro nazionale di sci nautico (FISN) e vi si tennero i campionati europei dal 1969 al 1971, finché una petizione promossa dalle istituzioni e associazioni canzesi ottenne, con sacrificio economico ma con guadagno ambientale, lo spostamento in altra sede delle attività sportive, che minacciavano il delicato habitat ittico del lago del Segrino.

### Impianti sportivi
In località Nuèll è presente lo storico “Sporting”, con campi da tennis, bocce, palestra, bar, cui è annesso lo “Stadio di San Miro”, diviso in due lotti, l'uno con campo da calcio in erba e tribune, l'altro – collegato tramite passaggio sopraelevato – con campo da calcio sintetico, tribune e piste di atletica. Vi gioca la squadra di calcio U.S. Canzese, che nel 2005 ebbe il merito di essere promossa in Serie C, anche se non poté iscriversi alla seconda divisione a causa delle dimensioni all'epoca troppo ridotte degli spalti.
In località Camp da Miro, dietro il parco alberato, vi è un'ampia area sportiva per tennis, calcetto, pallavolo e pallacanestro, con una struttura ad archi lamellari e fondo sintetico in sport turf per il tennis, un palazzetto chiuso per gli altri sport, e un campo polivalente con fondo in erba sintetica e copertura pressostatica invernale.
In località Parisùn (Parisone) si trova invece un'ampia pista di atletica attrezzata, mentre altre aree sportive in funzione sono la palestra di via Martiri della libertà, dove si esercita la locale società di karate, e i quattro campi da gioco del vecchio oratorio maschile in località Filatòj, mentre non esiste più lo storico tennis club ubicato tra le località Castèll e Paradîs.
Nel territorio comunale sono presenti molti apprezzati percorsi ciclistici sia su strada sia per mountain bike.

### Esplicative
1. ↑  Canz con l'ortografia milanese classica & al. Con l'ortografia lecchese Cânz e con l'ortografia ticinese & al. Caanz. In ogni caso la pronuncia in dialetto canzese è [ˈkaːnts], mentre in dialetto milanese & al. è [ˈkãːs].
2. ↑  Scoperta a Canzo da Domenico Agostino Vandelli, nel 1763. Cfr. Peruzzi & al., An inventory of the names of vascular plants endemic to Italy…, Magnolia Press, Auckland 2015; E. Bona e G. Federici, Spigolature su Domenico Agostino Vandelli…, Museo Lovere;  Scheda Parco Grigna (PDF) (archiviato dall'url originale il 2 dicembre 2020). Alcune immagini di ritrovamenti canzesi di questa specie sono reperibili su Acta plantarum: 1, 2 Archiviato il 26 gennaio 2020 in Internet Archive., 3 Archiviato il 12 aprile 2015 in Internet Archive., 4 Archiviato il 27 ottobre 2017 in Internet Archive..
3. ↑  Scoperta a Canzo da Candida Lena Perpenti, nel 1817. Cfr. Peruzzi & al., An inventory of the names of vascular plants endemic to Italy…, Magnolia Press, Auckland 2015, Enumeratio stirpium…, Zurigo 1837. Alcune immagini di ritrovamenti canzesi di questa specie sono reperibili qui: 1 Archiviato il 27 ottobre 2017 in Internet Archive., 2 Archiviato il 27 ottobre 2017 in Internet Archive. (Acta plantarum); 3 (Museum national d'histoire naturelle).
4. ↑  Scoperta a Canzo da Scannagatta e Moretti, nel 1822. Cfr. Peruzzi & al., An inventory of the names of vascular plants endemic to Italy…, Magnolia Press, Auckland 2015.
5. ↑  Scoperta a Canzo da Charles-Théophile Gaudin, nel 1828. Cfr. Peruzzi & al., An inventory of the names of vascular plants endemic to Italy…, Magnolia Press, Auckland 2015, IPNI.
6. ↑  Scoperto a Canzo da Pierre Edmond Boissier, nel 1856. Cfr. Peruzzi & al., An inventory of the names of vascular plants endemic to Italy…, Magnolia Press, Auckland 2015. Alcune foto dell'Allium insubricum nel suo locus classicus (Canzo): 1 Archiviato il 30 giugno 2016 in Internet Archive., 2 Archiviato il 30 giugno 2016 in Internet Archive., 3 Archiviato il 30 giugno 2016 in Internet Archive. (Acta plantarum, foto di Sergio Servodio); 4, 5, 6 (KeyToNature Archiviato il 26 gennaio 2020 in Internet Archive.).
7. ↑  Scoperto a Canzo da Sandro Pignatti, nel 1976. Cfr. Peruzzi & al., An inventory of the names of vascular plants endemic to Italy…, Magnolia Press, Auckland 2015. Rarissimo, per ora attestato solo a Canzo.
8. ↑  Accanto a queste, alcune specie meno rare come la Telekia speciosissima (Sergio Poli, ERSAF), l'Euphorbia variabilis (Foto dell’Euforbia variabile a Canzo Archiviato il 12 aprile 2015 in Internet Archive. da Acta plantarum), la Centaurea rhaetica (cfr. Florula della Val Ravella, Canzo), la Physoplexis comosa, l'Aquilegia einseleana e la Knautia transalpina (alcune immagini di questo fiore a Canzo: 1 Archiviato il 26 ottobre 2017 in Internet Archive., 2 Archiviato il 26 ottobre 2017 in Internet Archive., 3 Archiviato il 26 ottobre 2017 in Internet Archive., 4 Archiviato il 26 ottobre 2017 in Internet Archive.).
9. ↑  Lo stesso dibattito vi è per il toponimo Kent.
10. ↑  A spirale, a molla, a tubetto, con serie di pendagli.
11. ↑  Si tratta di un'area abitata continuativamente fino all'epoca moderna, come frazione di Canzo, nota variamente con i nomi di Lagh, Canza, Cassina dal Lach, Cà di Büdracch.
12. ↑  Già un secolo prima, l'insieme di questi comuni è indicato con il nome di Squadra di Canzo.
13. ↑  Il nome di Brianza, nei secoli successivi, avrà successo nella lingua corrente, venendo ad estendere il proprio significato a pressoché tutto il territorio de Medio del Contado della Martesana.
14. ↑  A Canzo, in località la Tampa al Runcaöö si trovano ancora i resti di una miniera di ferro, che allora permise l'indipendenza siderurgica del Ducato di Milano.
15. ↑  I comuni soggetti a questo distretto erano: Asso, Barni, Caglio, Carella con Mariaga, Caslino, Cassina Mariaga, Boffalora, Molino della Rete, Morchiuso, Campolungo, Bindella e Caccarati, Castelmarte, Lasnigo, Longone, Magreglio, Onno, Pagnano con Gemù, Gallegno, Modrone, Brazzova, Fraino e Megna, Penzano con Vìgnarca, Cornelio e Galliano, Proserpio, Rezzago, Scardina, Sormanno con Decinisio, Valbrona, Visino. Come capoluogo era residenza d'un commissario superiore (Vedi p. 109 di Massimo Fabi)
16. ↑  Come altro fondatore ufficiale gli fu affiancato Guido Albertelli, che sarebbe uscito dalla scena politica nazionale nel 1921.
17. ↑  La fama di Canzo come luogo di villeggiatura milanese è attestata, oltre che dalla menzione nelle riviste turistiche e letterarie dell'epoca e in numerosi carteggi dei letterati meneghini, dal divenire sfondo di ambientazione idealizzato dei romanzi La pazza del Segrino di Ippolito Nievo e Malombra di Antonio Fogazzaro.
18. ↑  Per quanto riguarda l'artigianato, la seconda metà dell'Ottocento vede Canzo impegnata ad alto livello anche nell'arte degli scalpellini, come ad esempio nella realizzazione – da parte dei laboratori Porroni – dei Portici Plinio di Como (1858), che collegano il Duomo al lago, o di Palazzo Castiglioni (1901-4), manifesto del Liberty milanese, e di altre importanti commissioni.
19. ↑  Carlo Emilio Gadda, ad esempio, cita esplicitamente o velatamente Canzo in molte delle sue opere, tra cui La cognizione del dolore e Il castello di Udine, dove definisce, con la sua solita stravanganza di linguaggio, i Corni di Canzo un "gebel sherlokholmesco".
20. ↑  È stata collocata sul lato destro del parchetto una "Berta" storica, ovvero un maglio a caduta libera per la fabbricazione delle forbici.
21. ↑  Giovane ferrarese, guardia alla frontiera. Cfr. Banca dati del Partigianato piemontese
22. ↑  Nato a Messina il 20 settembre 1907, partigiano nella brigata Gallo, della 43 Div. S. De Vitis ricerca di partigiani siciliani caduti in Alta Italia Istituto Nazionale per la Storia del Movimento di Liberazione in Italia  Archiviato il 15 luglio 2015 in Internet Archive.
23. ↑  Già dai documenti del Duecento, la famiglia Prina compare come appartenente alle famiglie di Canzo (poi anche della Corte di Casale) e come affittuaria di fondi nel territorio di Canzo di proprietà dei Canonici del Duomo di Monza (manterrà gran parte di questi fondi fino a inizio Novecento). Una sua presenza in epoca antica è attestata pure a Castelmarte. Successivamente, si imparentò con i Crivelli, famiglia patrizia milanese detentrice di importanti incarichi nella Corte di Casale e nell'intera Brianza. Nel primo Novecento, Antonio Prina - nonno di Orlando - fu tra i fondatori, ad Asso, della Banca Vallassinese. Durante l'infanzia, Orlando Prina frequentò gli ambienti dell'alta società canzese, tra cui spiccavano ad esempio i Gavazzi e i Porro.
24. ↑  Secondo una classifica del Sole24Ore (2014), Canzo è il borgo montano con la più alta partecipazione alla vita civica in Italia. Borghi felici Archiviato il 12 settembre 2014 in Internet Archive.
25. ↑  Questa famiglia della nobiltà canzese compare come residente in paese almeno dalla fine del Quattrocento.
26. ↑  Le orfanelle dell'omonimo istituto milanese, equivalente femminile dei Martinitt.
27. ↑  Oltre a Pietro Gavazzi, ressero la grande attività imprenditoriale Giuseppe e Carlo.
28. ↑  I "massi erratici", o trovanti, sono tipici del Triangolo lariano. Talvolta sulla superficie di queste o di altre rocce sono presenti delle "coppelle" artificiali, cioè scavature utilizzate nei riti primitivi di epoca celtica e preceltica. Quando i massi erratici sono completamente scavati, con funzione tombale, prendono il nome di "massi avelli".
29. ↑  Il toponimo Cranno è molto antico: si riferisce, con voce celtica, alla durezza del masso. La radice kran(y), dal significato di "secco" e quindi duro (cfr. Etymological Dictionary of Proto-Celtic) è ancora localmente viva (cragn) nel significato di "legnoso" riferito a frutta e verdura.
30. ↑  gestito dall'ERSAF: Ente Regionale per i Servizi all'Agricoltura e Foreste - Regione Lombardia
31. ↑  Tutelata con decreto 29/1/1975: cfr. Lombardia Beni Culturali: Scheda
32. ↑  1 028 maschi e 1 080 femmine.
33. ↑  1 002 maschi e 1 081 femmine.
34. ↑  Numerosi sono stati negli anni gli incontri dedicati alla figura di san Miro e ai suoi valori, svolti durante la Biofera, che hanno avuto come correlatori esponenti di religioni orientali, nuove religioni e agnostici.
35. ↑  Cfr. LombardiaBeniCulturali. Dal convento francescano provennero personaggi illustri come il Servo di Dio Giuseppe Longhi o il padre Biagio Conti da Canzo, consigliere teologo dell’Arcivescovo di Praga (XVII secolo). Cfr. G. Franchini, Bibliosofia e memorie letterarie di scrittori francescani conventuali..., 1693.
36. ↑  «Il giovane parroco di quella terra, Giacomo Minetti, d’animo generoso, pieno di coraggio e di fiducia adempì alle veci di sacerdote, di infermiere, di medico e quando abbisognava, di sepoltore; si spogliò d’ogni suo cedendolo a comodo del proprio gregge, che lo benedisse e ne serba una sincera riconoscenza. Credemmo distinguere nominatamente questo benefattore dell’umanità, perché le sue azioni non si ristrinsero ai soli doveri del sacerdozio» (I. Cantù, Le vicende della Brianza, vol. I, p. 258). A lui il Comune dedicò una delle prime vie tracciate fuori dal centro storico.
37. ↑  A lui è dedicata a Canzo una casa di riposo.
38. ↑  Originariamente "forestieri", dal leponzio koz, poi interpretato anche come "avidi", "ingordi". È l'epiteto che si scambiano canzesi e assesi, come anche altri paesi del comasco.
39. ↑  Si veda la citazione in capo al paragrafo “Società”.
40. ↑  Nel Quattrocento, le miniere di ferro di Canzo, valorizzate dall’acquisto dei diritti estrattivi da parte della famiglia di armaioli Missaglia, permisero l’autonomia siderurgica del Ducato di Milano. Cfr. Marco Tizzoni, Le miniere di ferro di Canzo, Milano, Civico Museo Archeologico, 1989. Lo stemma del Comune raffigura «tre forni all'antica a guisa di alveari, per la fusione del ferro» (D.P.R. 4/03/2002).
41. ↑  Nella prima metà del Novecento, un quarto delle località produttive di forbici in Italia si trovava nel distretto di Canzo. Cfr. voce "Coltelleria" su Enciclopedia Italiana Treccani (1931).
42. ↑  Anche la straordinaria quantità di toponimi, molti dei quali di origine antichissima, testimoniante la profonda antropizzazione del luogo, è stata raccolta e analizzata da appositi comitati di studio. Cfr. Cumpagnia di Nost, Ersaf Archiviato il 1º dicembre 2020 in Internet Archive..
43. ↑  Oltre a questo, si segnalano anche la tradizione della transumanza agli Alp (Cargà i alp), tutt’oggi vissuta, anche se solo in modalità simbolica, il Macc, antichissima festa primaverile della maggiore età, che prevede il taglio di un abete, e la Festa di Òman (Festa degli uomini), tipica della cultura degli alpée.
44. ↑  Il gruppo partecipò a moltissimi festival in gran parte dell’Europa occidentale, Polonia, Russia e Georgia e organizzò a Canzo, tra il 1976 al 1992, sette festival internazionali con la partecipazione di gruppi folclorici europei, neozelandesi, antillani, turchi e georgiani. Cfr. Federazione Italiana Tradizioni Popolari, LombardiaBeniCulturali.
45. ↑  Gonna e busto marroni con grembiule, scialle e camicetta bianchi per le donne, pantaloni di velluto a coste marroni per gli uomini, per entrambi gli zoccoli di legno e cuoio. Calze, sciarpe, foulard, fiocchi del giorno di festa sono rossi.
46. ↑  Una simile variazione nell’abito era visibile anche nel caso del mestiere del murnée (mugnaio), il quale tipicamente indossava una camicia bianca senza colletto.
47. ↑  In particolare è evidente il richiamo alla celebrazione eucaristica, di cui conserva la struttura e di cui l’evento tradizionale ha voluto essere – raccogliendo i simboli naturali e tipologici del sostrato pre-cristiano – il riverbero civile.
48. ↑  Proveniente dal Cèpp da l'Angua.
49. ↑  Abita il Cimìn da Ténura.
50. ↑  Che esce dalla tana alla Cròta dal Bavèsc.
51. ↑  Vi sono pure l'Aucatt di caus pèrs (l'avvocato delle cause perse, venuto dal foro di Milano per difendere la Giubiana), il Barbanégra (l'indovino), gli Scarenèj (i rappresentanti della vicina campagna di Scarenna, legata storicamente con i contadini canzesi), le Strij picitt (le streghe che fanno paura ai bambini), la Cumàr da la Cuntrada (che legge il testamento della Giubiana), i Diauj da la bèla vus (diavoli che cantano l'ode alla Giubiana), i Pumpiér (i pompieri in bicicletta, in costume storico e con la pompa dell'Ottocento), il Pastùr (il rappresentante in maschera del mestiere pastorizio, che suona il corno), l'Alpée, i Buschiröö (maschera del boscaiolo), il Carètt di paisàn e il Traìn (lo "slittone" con le fascine), il Bòja, i Cilòstar, che portano la luce, e altri ancora.
52. ↑  Alcuni eventi giornalieri, collocati nel fine settimana, vedono l’acquisto di migliaia di biglietti, mentre i contatori dell’Ente forestale registrano una media di circa 200.000 visitatori annuali dei principali sentieri di Canzo.
53. ↑  Negli anni si sono susseguiti Festival letterari, musicali, artistici, cinematografici.
54. ↑  Il primo a riceverlo fu Angelo Paredi.
55. ↑  In paese sono presenti numerose associazioni: le principali, segnalate dal sito ufficiale del Comune sono 29. Il Comune organizza degli incontri per coordinare l'azione delle associazioni e favorirne la sinergia. Tra di esse emergono, oltre all'oratorio e alle altre organizzazioni parrocchiali, le associazioni musicali, corali, bandistiche, folcloristiche e teatrali, quelle d'arma, quelle mutualistiche, le naturalistiche, le politiche, quelle per anziani, di dibattito culturale, quelle sportive, atletiche, escursionistiche, di caccia e di pesca. Le più antiche per anno di fondazione sono la Società di Mutuo Soccorso (metà Ottocento), il Gruppo Alpini Canzo (fondato nel 1924 e rifondato, dopo la guerra, nel 1953) e l'Associazione Cacciatori (1935 circa). Si registra inoltre una buona integrazione degli stranieri.
56. ↑  Nuova denominazione del coro noto dapprima come Coro Segrino e poi come Gruppo Vocale Città di Erba.
57. ↑  CMC - Biscroma onlus.
58. ↑  La pasticceria Citterio di Canzo nel 2020 è risultata vincitrice di Best Bakery - La migliore pasticceria d'Italia.
59. ↑  Cortile entro il perimetro di uno o più fabbricati o quello attiguo alle case coloniche, che dà accesso alla casa stessa o alla stalla e in cui possono essere allevati gli animali domestici. Edificio singolo o complesso di edifici in cui sono ospitate diverse famiglie di agricoltori appartenenti alla stessa azienda o proprietari di aziende indipendenti.
60. ↑  Casargo, Sonvico, Sovico, Lonate Ceppino, Lonate Pozzolo
61. ↑  La Lega Pro non accettò il trasferimento allo Stadio di Como, già concordato con il comune di Como. Cfr. Corriere di Como Archiviato il 18 febbraio 2020 in Internet Archive..
62. ↑  Cfr. Quattro lunghe piste ciclabili di vario genere (sentiero, ciclopedonale, ciclostrada, strada). Altre piste sono segnalate sul sito della Comunità montana: cartina 1 e 2. A Canzo si trova anche una tappa del campionato regionale denominata Canzobike, sotto la responsabilità della locale squadra ciclistica, tre volte campione regionale di Cross country (up-hill).

### Bibliografiche
1. 1 2   Bilancio demografico mensile anno 2025 (dati provvisori), su demo.istat.it, ISTAT.
2. ↑   Classificazione sismica (XLS), su rischi.protezionecivile.gov.it.
3. ↑   Tabella dei gradi/giorno dei Comuni italiani raggruppati per Regione e Provincia (PDF), in Legge 26 agosto 1993, n. 412, allegato A, Agenzia nazionale per le nuove tecnologie, l'energia e lo sviluppo economico sostenibile, 1º marzo 2011,  p. 151. URL consultato il 25 aprile 2012 (archiviato dall'url originale il 1º gennaio 2017).
4. ↑   AA. VV., Dizionario di toponomastica. Storia e significato dei nomi geografici italiani., Milano, Garzanti, 1996,  p. 133, ISBN 88-11-30500-4.
5. ↑   Amanzio Aondio - Felice Bassani (a cura di), Dialetto da salvare, Oggiono, Cattaneo Editore, 1983,  p. 222.
6. ↑   Formulario standard (PDF). URL consultato il 19 luglio 2015 (archiviato dall'url originale il 22 luglio 2015).
7. ↑   Progressione 64. Rivista della CGBoegan (PDF). Foto di alcuni avvistamenti a Canzo sono consultabili su Acta plantarum: 1 Archiviato il 26 gennaio 2020 in Internet Archive., 2 Archiviato l'11 aprile 2015 in Internet Archive., 3 Archiviato il 26 gennaio 2020 in Internet Archive. (foto di Sergio Servodio e Maria Grazia Nava).
8. ↑  Cfr. Minuartia grignensis (Acta plantarum), Florula della Val Ravella, Canzo.
9. ↑  Cfr. Kent, da dizionari etimologici; Glossario gallico; Etymological Dictionary of Proto-Celtic; Primitive Folkmoots.
10. 1 2   A. Facchin, Tipocronologia dei manufatti nei corredi funerari dal neolitico all'età del bronzo antico…, Padova, UniPa, 2012,  http://paduaresearch.cab.unipd.it/4950/1/Tesi_Facchin.pdf.
11. ↑  Cfr. R. Nisbet e P. Biagi, Balm’ Chanto: un riparo..., Como, Archeologia dell'Italia settentrionale 1987.
12. ↑  Valcamonica Symposium 2015
13. ↑  Congresso internazionale "L'età del rame in Europa" (ottobre 1987)
14. ↑  Didattica del territorio. Breve storia della provincia di Como
15. ↑  Pievi di Oggiono, Missaglia, Garlate, Brivio, Agliate (comuni a est del fiume Lambro), Squadre di Nibionno e dei Mauri.
16. ↑  V. Longoni, La piccola repubblica del Monte di Brianza, in "Brianze", n. 2, settembre-ottobre 1998, pp.39-42, cit. in F. Pirovano, D. F. Ronzoni, Uomini, animali, santi nella cultura popolare di Brianza, Bellavite 2001.
17. 1 2   Comune di Canzo, sec. XIV - 1757, su Istituzioni storiche – Lombardia Beni Culturali. URL consultato il 29 aprile 2020.
18. ↑  Stralciato del "Decreto di concessione dello stemma" da parte del Presidente della Repubblica, datato 4 marzo 2002.
19. ↑  Antonio Fontana, Per la sacra funzione dell'entierro fatta nell'insigne borgo di Canzo, il venerdì Santo dell'anno 1812, Tipografia Carlantonio Ostinelli, 1812.
20. ↑  Cfr. Anna Giulia Cavagna, Le trame della moda, Bulzoni, 1995, p. 400.
21. ↑  Vedi p. 109 di Massimo Fabi, Dizionario geografico storico statistico di tutte le provincie, distretti, comuni e frazioni della Lombardia, Tipografia Pirotta, 1855.
22. ↑   Giuseppe Parini, in Treccani.it – Enciclopedie on line, Roma, Istituto dell'Enciclopedia Italiana, 1935.
23. ↑  (FR) Jean-Marie Roland, Lettres écrites de Suisse, d'Italie, de Sicile et de Malthe, 1780.
24. ↑  G.B. de Herra, Il vino di Veronica. Canzone ditirambica
25. 1 2 3 4   Comune di Canzo, 1798 - 1815, su Istituzioni storiche – Lombardia Beni Culturali. URL consultato il 29 aprile 2020.
26. ↑  A. Amati, 1868.
27. ↑  vedi G. Fontana, 2010
28. ↑  http://www.isc-como.org/Pagine/didattica/prog_memoria/alta_brianza.htm Progetto Memoria " Alta Brianza 1943 – 1945
29. ↑  Nato a Gioia del Colle (BA) e appartenente a formazioni partigiane smobilitate in Piemonte: quella di cui faceva parte al momento della morte era la 43ª Divisione Alpina Autonoma. Cfr. Banca dati del Partigianato piemontese: Consultazione e Introduzione.
30. ↑  Cfr. , , .
31. ↑   Atlante cartografico dell'artigianato, vol. 1, Roma, A.C.I., 1985,  p. 14.
32. ↑  Voce "Coltelleria" su Enciclopedia Italiana Treccani (1931).
33. ↑   Canzo, su Stemmi dei Comuni della Provincia di Como.
34. ↑  A. Corti, Segnai dal temp - Campane e campanile della Basilica di Santo Stefano a Canzo, Nost-Comune, Canzo 2016.
35. ↑   Chiesa di S. Stefano - complesso, Piazza Chiesa - Canzo (CO) – Architetture – Lombardia Beni Culturali, su lombardiabeniculturali.it. URL consultato il 29 aprile 2020.
36. ↑   Chiesa di S. Francesco - complesso, Piazzetta San Francesco - Canzo (CO) – Architetture – Lombardia Beni Culturali, su lombardiabeniculturali.it. URL consultato il 29 aprile 2020.
37. ↑   Santi Francesco e Miro, su www.triangololariano.it. URL consultato il 20 novembre 2023.
38. ↑   Santuario di S. Miro - complesso, Canzo (CO) – Architetture – Lombardia Beni Culturali, su lombardiabeniculturali.it. URL consultato il 29 aprile 2020.
39. ↑   Villa Meda - complesso, Via Meda, 40(p) - Canzo (CO) – Architetture – Lombardia Beni Culturali, su lombardiabeniculturali.it. URL consultato il 29 aprile 2020.
40. ↑  I Quaderni della Brianza n. 60 del 1988 di F. Cajani.
41. 1 2 3 4  Belloni et al., p. 251.
42. ↑  I progetti e i disegni del Cantoni sono presenti all'archivio storico di Bellinzona.
43. ↑   Teatro Sociale, Via A. Volta, 2(p) - Canzo (CO) – Architetture – Lombardia Beni Culturali, su lombardiabeniculturali.it. URL consultato il 29 aprile 2020.
44. ↑  Le vicende storiche del Teatro sono state ricostruite e pubblicate in Canzo e il suo Teatro – 170 anni di storia di Severino Colombo - Comune di Canzo 1998 Ristampa 2006
45. ↑   Palazzo Tentorio, Piazza G. Mazzini, 28 - Canzo (CO) – Architetture – Lombardia Beni Culturali, su lombardiabeniculturali.it. URL consultato il 29 aprile 2020.
46. 1 2 3 4 5 6 7 8   Tiziano Ramagnano, A Canzo una villa da sogno, in La Provincia di Como, 11 ottobre 2021,  38-39.
47. ↑   Villa Magni (ex) Rizzoli - complesso, Via Verza, 23 - Canzo (CO) – Architetture – Lombardia Beni Culturali, su lombardiabeniculturali.it. URL consultato il 29 aprile 2020.
48. ↑   Villa Verza, Via A. Verza, 82 - Canzo (CO) – Architetture – Lombardia Beni Culturali, su lombardiabeniculturali.it. URL consultato il 29 aprile 2020.
49. ↑  Cfr. Relazione dei giurati dell'Esposizione italiana 1861, classi 13-24, pp. 19, 27, 34-35 ecc.
50. ↑  La casa-studio fu visitata da celebrità quali Kirk Douglas, Anthony Perkins, Joan Fontaine, Kim Novak, Jean Simmons, Jane Russell, Rod Steiger e molti altri.
51. ↑   Villa Gavazzi - complesso, Via Meda, 44 - Canzo (CO) – Architetture – Lombardia Beni Culturali, su lombardiabeniculturali.it. URL consultato il 29 aprile 2020.
52. ↑   Villa Barni, Piazza G. Garibaldi, 6(p) - Canzo (CO) – Architetture – Lombardia Beni Culturali, su lombardiabeniculturali.it. URL consultato il 29 aprile 2020.
53. ↑   Lavatoio Pubblico, Via della Chiesa - Canzo (CO) – Architetture – Lombardia Beni Culturali, su lombardiabeniculturali.it. URL consultato il 29 aprile 2020.
54. ↑  Borghese, p. 133.
55. ↑  Camera di Commercio di Lecco - Progetto Eco Smart Land - Mountains: Itinerari invernali: Giro dei Corni di Canzo.
56. 1 2  Bartolini, pp. 63-64.
57. ↑  Comune di Canzo - Spirito del Bosco;Gli artisti e le loro sculture a ForestArt 2015 Archiviato il 16 giugno 2018 in Internet Archive..
58. ↑  ERSAF - Corni di Canzo Archiviato il 18 aprile 2016 in Internet Archive.; ERSAF - Spirito del bosco Archiviato il 20 ottobre 2016 in Internet Archive.; Bambiniconlavaligia - Sentiero dello spirito del bosco.
59. 1 2  Bambiniconlavaligia - Sentiero dello spirito del bosco
60. ↑   Gli artisti e le loro sculture a ForestArt 2015, su ersaf.lombardia.it. URL consultato il 16 giugno 2018 (archiviato dall'url originale il 16 giugno 2018).
61. ↑  Scheda sentiero Archiviato il 18 aprile 2016 in Internet Archive.; Scheda dettagliata Archiviato il 20 ottobre 2016 in Internet Archive..
62. ↑  Dal sito del Comune
63. 1 2  Dal sito del Comune, Vieferrate.it, Il piacere della montagna.
64. 1 2  Vieferrate.it
65. ↑  Prende il nome da una località più a valle, dove prende avvio il sentiero.
66. ↑  Cfr. , , .
67. ↑   Ministero dei beni culturali, su beap.beniculturali.it. URL consultato il 16 giugno 2018 (archiviato dall'url originale il 27 gennaio 2018).
68. ↑   Opuscolo Comune-GNB, su grupponaturalisticobrianza.it. URL consultato il 16 giugno 2018 (archiviato dall'url originale il 4 agosto 2016).
69. ↑  Dati tratti da:
  -  Popolazione residente dei comuni. Censimenti dal 1861 al 1991 (PDF), su ebiblio.istat.it, ISTAT.
  -  Popolazione residente per territorio – serie storica, su esploradati.censimentopopolazione.istat.it.
Nota bene: il dato del 2021 si riferisce al dato del censimento permanente al 31 dicembre di quell'anno.
70. ↑   Comune di Canzo, 1757 - 1797 – Istituzioni storiche – Lombardia Beni Culturali, su lombardiabeniculturali.it. URL consultato il 29 aprile 2020.
71. ↑  (IT) Francesco Bombognini, Antiquario della diocesi di Milano : contenente diverse notizie storiche sacre e profane di tutte le parrocchie forensi distribuite in sei regioni : con un elenco delle chiese plebane e figliali e loro rispettiva popolazione, Milano, Stamperia di Luigi Veladini, 1790,  p. 243.
72. ↑   Comune di Canzo, 1816 - 1859 – Istituzioni storiche – Lombardia Beni Culturali, su lombardiabeniculturali.it. URL consultato il 29 aprile 2020.
73. 1 2 3  A. Amati, 1868, p. 337.
74. ↑  Direzione generale della statistica, Statistica della emigrazione italiana per l'estero, 1906.
75. ↑  Hu-Berlin. Vivaldi/Ortsinformationen: AIS 243; AIS - Atlante linguistico ed etnografico dell'Italia e della Svizzera meridionale. Esempio di mappa; AIS - Atlante linguistico ed etnografico dell'Italia e della Svizzera meridionale. Punti di inchiesta; solo in alcuni casi si aggiungono registrazioni fatte a Como, Monza e Milano.
76. ↑  Hu-Berlin. Vivaldi/Syntaktischer Teil.
77. ↑  Con una reviviscenza in tempi recenti.
78. ↑  Serve di Gesù Cristo.
79. ↑  Compartimento territoriale specificante le cassine; Risposte ai 45 quesiti, 1751; Comune di Cassina Mariaga e comune di Mariaga, cart. 3033; Indice delle pievi e comunità dello Stato di Milano, 1753; Editto portante il comparto territoriale dello Stato di Milano, 10 giugno 1757, ASMi, Codice Censuario, Milano, 1760; Editto portante il compartimento territoriale della Lombardia austriaca, 26 settembre 1786, ASMi.
80. ↑  Cfr. Filanda Verza.
81. ↑  Fra gli anni ‘80 e ‘90 sono state pubblicate a cura del Comune di Canzo e dell’associazione culturale Cumpagnia di Nost alcune decine di studi etnologici sull’argomento di A. Corti, C. Valli e altri. Cfr. Ersaf – Regione Lombardia, Second’Alpe di Canzo. Un borgo che rinasce.
82. ↑  Cfr. Ersaf – Regione Lombardia, Second’Alpe di Canzo. Un borgo che rinasce.
83. ↑  Cfr. Beroldus.
84. ↑  Cfr. Nonsoloturismo, 22035 Archiviato il 10 luglio 2020 in Internet Archive..
85. ↑  Classifica Borghi felici Archiviato il 12 settembre 2014 in Internet Archive. - Classifica Sole24Ore dei comuni italiani con più di 5 000 abitanti per qualità di vita (agosto 2014).
86. ↑   Copia archiviata (PDF), su ilsole24ore.com. URL consultato l'11 settembre 2014 (archiviato dall'url originale il 12 settembre 2014).
87. ↑  Ecomuseo del distretto dei monti e dei laghi briantei
88. ↑   Ecomuseo brianteo, dal sito della Provincia di Lecco, su provincia.lecco.it. URL consultato il 29 giugno 2017 (archiviato dall'url originale il 13 luglio 2016).
89. ↑  Sono “di straordinaria importanza etnografica”, ad esempio, quelli provenienti dalle culture Asurina e Kayapo.
90. ↑  AFC Archivio Fotografico Canzo
91. ↑   Sito dell'Associazione Nazionale Alpini. Descrizione del Coro di Canzo, su ana.it. URL consultato il 30 dicembre 2017 (archiviato dall'url originale il 31 dicembre 2017).
92. ↑  Vecchia Brianza in cucina, di Ottorina Perna Bozzi con introduzione da Stendhal. Giunti - Martello.
93. ↑  Fu lì, secondo la tradizione, a congedarsi dalla popolazione canzese san Miro, come ricorda ancora la fontana dipinta (via Risorgimento).
94. ↑  Cfr. G.B. De Herra, Il vino di Veronica. Canzone ditirambica, 1819.
95. ↑  Così nominato per la ghiaia del torrente.
96. ↑  Costruita dallo Stato proprio per fornire alloggio al crescente personale formativo.
97. ↑  P. Ceruti, La Vallassina nei Binari del Tempo, pag. 285
98. 1 2 3 4 5 6 7 8   Anagrafe degli amministratori locali e regionali, su amministratori.interno.gov.it. URL consultato il 13 maggio 2023.
99. ↑  Moto Club Canzo
100. ↑  Storia della Federazione Sci Nautico. Sito ufficiale